# 関西大学
関西大学（かんさいだいがく、英語: Kansai University）は、大阪府吹田市山手町三丁目3番35号に本部を置く日本の私立大学。1886年創立、1922年大学設置。略称は関大（かんだい）。

## 概要

### 大学全体
関西大学は、江戸時代後期の1825年（文政8年）、四国高松出身の儒学者、藤沢東畡（1794-1864）によって大坂城下に開かれた漢学塾「泊園書院」を源流とし、1886年に関西初の法律学校として大阪府大阪市西区京町堀の願宗寺に開かれた関西法律学校を起源に持つ大学である。
関西法律学校は、当時、司法省の顧問を務めていたギュスターヴ・エミール・ボアソナードに学んだ井上操、小倉久、鶴見守義、野村鉁吉、手塚太郎（漫画家手塚治虫の祖父）ら大阪在勤の裁判官や検事、また彼らの上司である児島惟謙（名誉校員）、旧判事で、実業家となり後に大阪商工会議所の第7代会頭を務める土居通夫、元官吏の有田徳一、自由民権運動家である吉田一士らにより設立された。
また、大正期に山岡順太郎をはじめとする関西経済界からの強力な支援を受けて学校組織の大幅な変更が行われ、1922年(大正11年)には日本の私立大学では立命館大学と共に古い段階の大学令に基づき、2学部（法・商）を擁する大学（旧制大学）の一つとして新発足し、大学予科を付設した。
現在、13学部、大学院16研究科を設置している。近年、専門職大学院の充実を図っており、法科大学院・会計専門職大学院・臨床心理専門職大学院を設置している。

### 理念
関西大学の建学の精神は、第二次世界大戦直後に学長を務めた岩崎卯一（法学部教授）が、1947年（昭和22年）に提唱した、「正義の権力よりの守護」を基底とする「正義を権力より護れ」となっている。これは、関西法律学校の創立に重要な役割を果たした児島惟謙・大阪控訴院長が後に大審院の院長となり大津事件の裁判を担当した際に、時の内閣（第1次松方内閣）から被告人を極刑に処するよう強い圧力がかかったにもかかわらず、それに屈することなく司法権の独立を護ったことに由来している。
また、大正期に、第11代学長山岡順太郎の掲げた、「学の実化（じつげ）」（学理と実際との調和、国際的精神の涵養、外国語学習の必要、体育の奨励）を学是として定めて、教育研究活動を展開している。

関西法律学校および関西大学の主な関係者
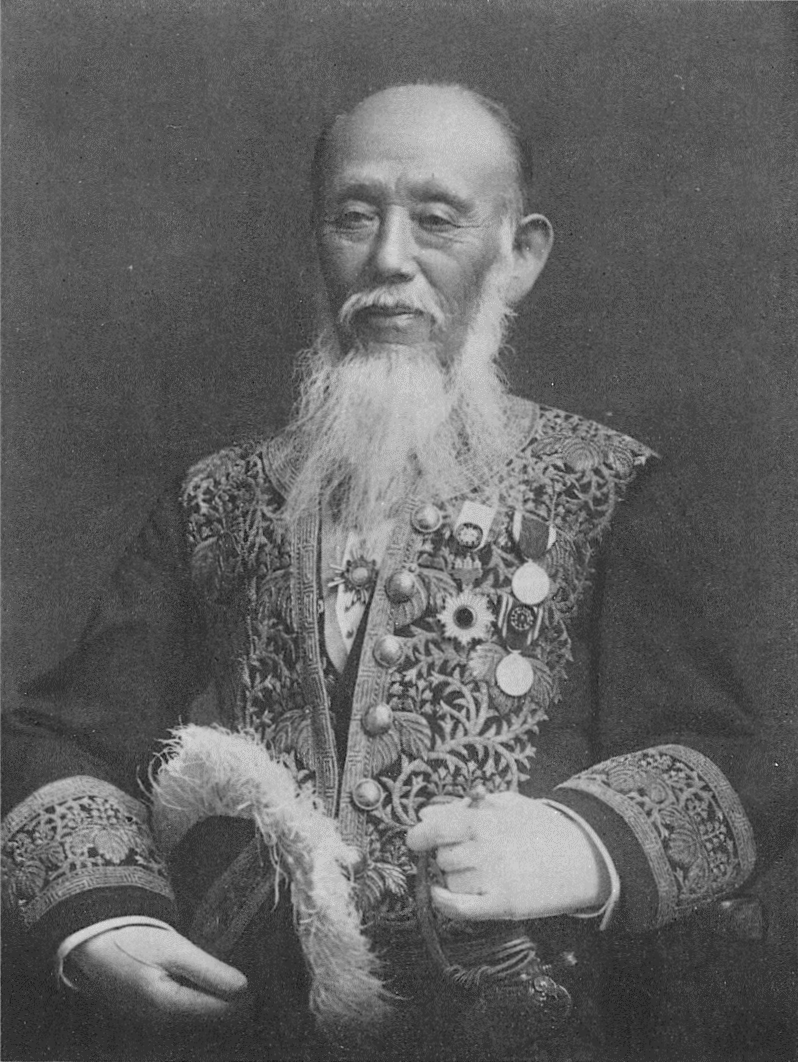
児島惟謙（大阪控訴院長時代に名誉校員として関西法律学校創立に関わった）
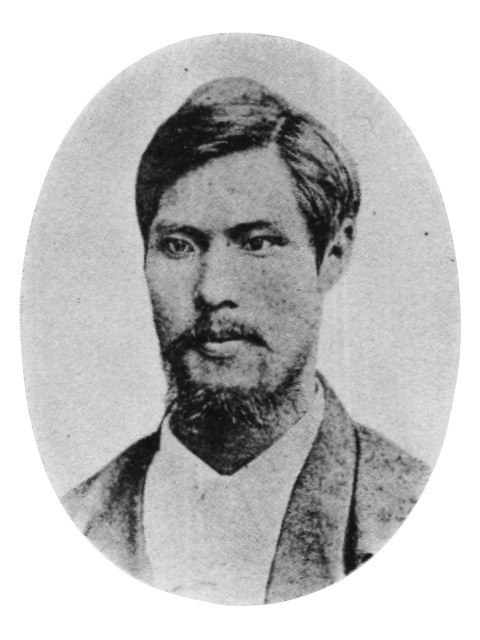
吉田一士（近年の研究では関西法律学校創立に際して最も中心的役割を担ったとされる）
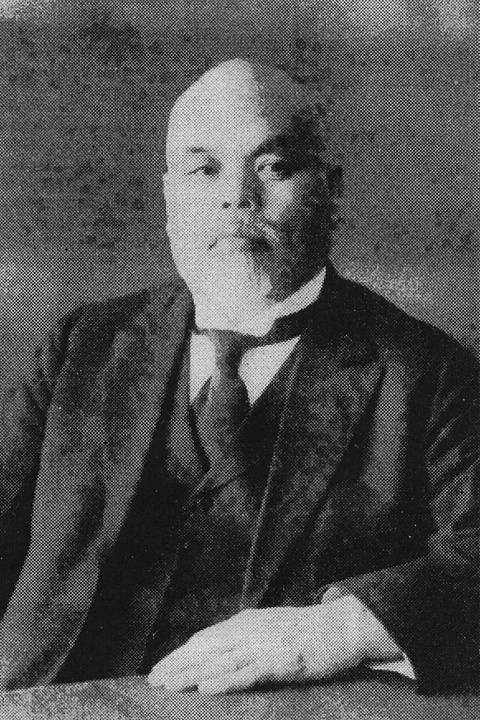
山岡順太郎（「学の実化」の提唱者。日本の私立大学で初の実業界出身の学長でもある）

今日の関西大学では、「学の実化」を、大学が研学の府として学問における真理追究だけに終わるのではなく、社会のあるべき姿を提案し、その必要とするものを提供することによって「学理と実際との調和」を求める考え方であると規定し、この「学の実化」を実現するために、不確実性の高まる社会の中で困難を克服し未来を切り拓こうとする強い意志と、多様性を尊重し新たな価値を創造することができる力とを有する人材を育成することを教育活動の目的としている。

## 沿革

### 年表

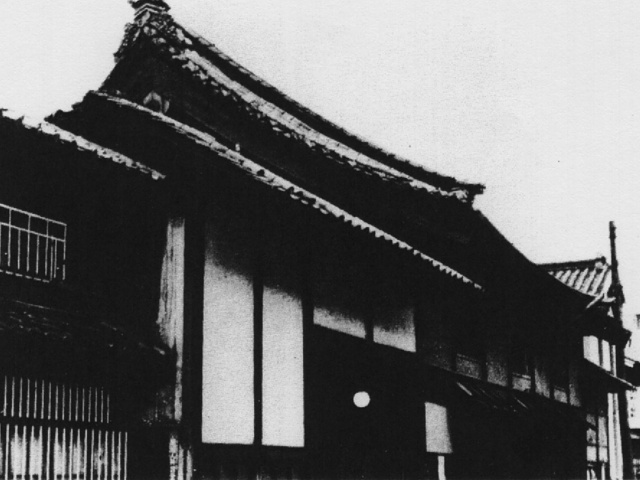
願宗寺仮校舎（1936年撮影）

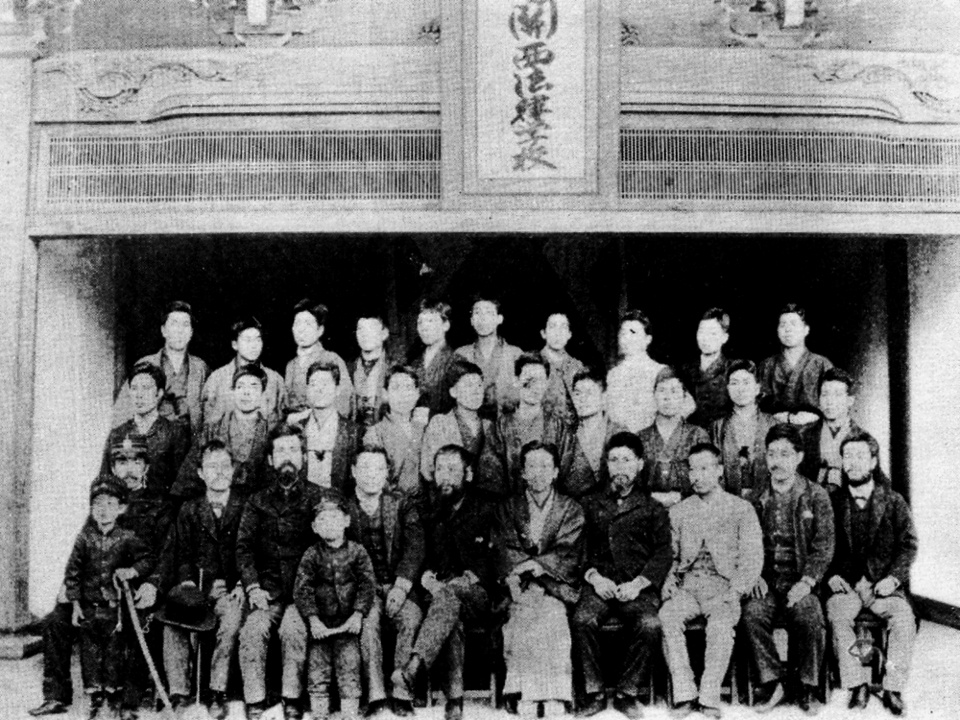
関西法律学校第3回卒業記念写真（1891年、興正寺書院玄関前。前列左から有田徳一、2人はさんで井上操、水上長次郎、砂川雄峻、鶴見守義、手塚太郎）

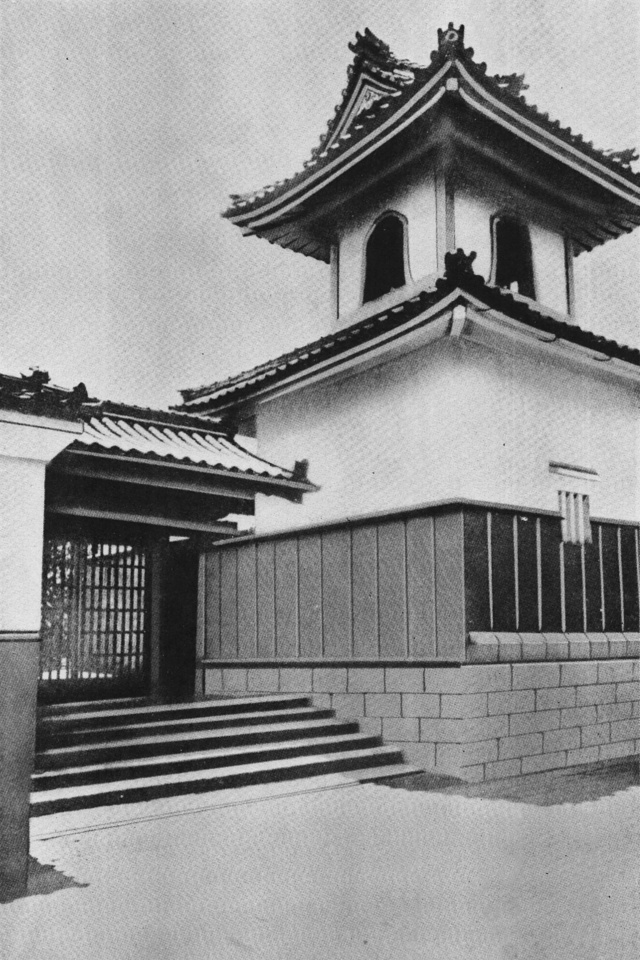
河内町興正寺の角櫓

- 1825年 - 藤沢東畡によって泊園書院が開かれる。
- 1883年（明治16年）1月 - 児島惟謙、大阪控訴院長となる。
- 1884年（明治17年）7月 - 志方鍛、大阪始審裁判所判事補となる。
- 1885年（明治18年）12月 - 吉田一士（旧明治義塾監事）、大阪に活動拠点を移す。
- 1886年（明治19年）
  - 1月 - 鶴見守義、大阪始審裁判所判事補となる。
  - 5月 - 堀田正忠、大阪控訴院検事となる。
  - 7月 - 小倉久と井上操、大阪控訴院に赴任。大島貞敏と手塚太郎、大阪始審裁判所に赴任。
  - 10月 - 関西法律学校規則を発表。
  - 11月 - 関西法律学校が西区京町堀の願宗寺を仮校舎として開校[注 1]（初代校主・吉田一士、初代校長・小倉久）。
  - 12月 - 東区（現：中央区）淡路町の予章館へ校舎を移転。
- 1887年（明治20年）
  - 4月 - 北区河内町の興正寺へ校舎を移転。
  - 12月 - 関西法律学校講義録を発行。
- 1889年（明治22年）
  - 4月 - 司法省顧問ボアソナードが来校。
  - 9月 - 第1回卒業式を挙行（17名卒業）、文部大臣榎本武揚出席。
- 1893年（明治26年）12月 - 司法省指定学校として認可指定学校に認可。
- 1895年（明治28年）7月 - 教務評議員会を設置。
- 1897年（明治30年）12月 - 校友会発足。
- 1898年（明治31年）11月 - 高等研究部を設置。
- 1901年（明治34年）7月 - 定款を変更し、私立関西法律学校と改称。
- 1902年（明治35年）5月 - 徴兵猶予を認定される。

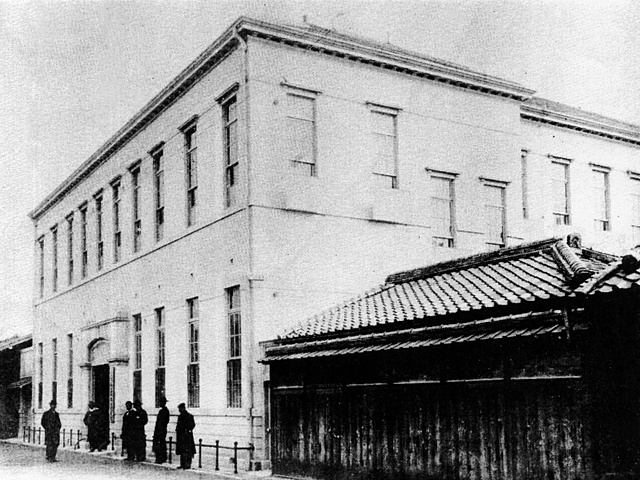
江戸堀学舎

- 1903年（明治36年）12月 - 西区江戸堀に2階建校舎（江戸堀学舎）を竣工。
- 1904年（明治37年）
  - 1月 - 専門学校令による専門学校となる。
  - 8月 - 経済学科を増設。
- 1905年（明治38年）1月 - 社団法人に改組し、「私立関西大学」と改称。大学科、大学予科および専門科を設置。各科に法律学科、経済学科を置く。

- 1906年（明治39年）
  - 6月 - 江戸堀学舎を売却。

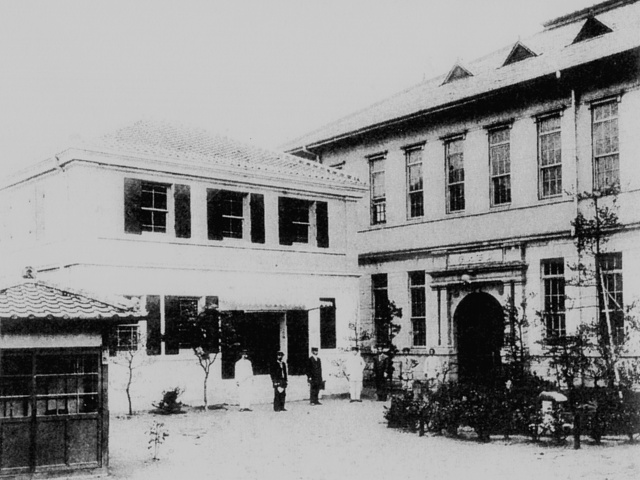
福島学舎図書館（1914年7月）

  - 8月 - 天王寺公園内の美術館跡[7] を仮校舎とする。
  - 9月 - 大学科、専門科に商業学科を増設。
  - 10月 - 学友会発足。
  - 12月 - 北区上福島に移転。
- 1907年（明治40年）8月 - 学則改正によって大学部（法律科・経済科・商学科）と専門部に分かつ。大学部のなかに大学科と予科ができる[8]。
- 1911年（明治44年）8月 - 専門部に高等商業予科を新設し、従来の商業学科も高等商業学科と改称。
- 1912年（明治45年/大正元年）11月 - 福島学舎の増築落成式を挙行。
- 1913年（大正2年）4月 - 関西甲種商業学校（関西大学第一中学校・高等学校の前身）が開校。

- 1914年（大正3年）
  - 7月 - 図書館竣工。
  - 10月 - 母校改革運動起こる。

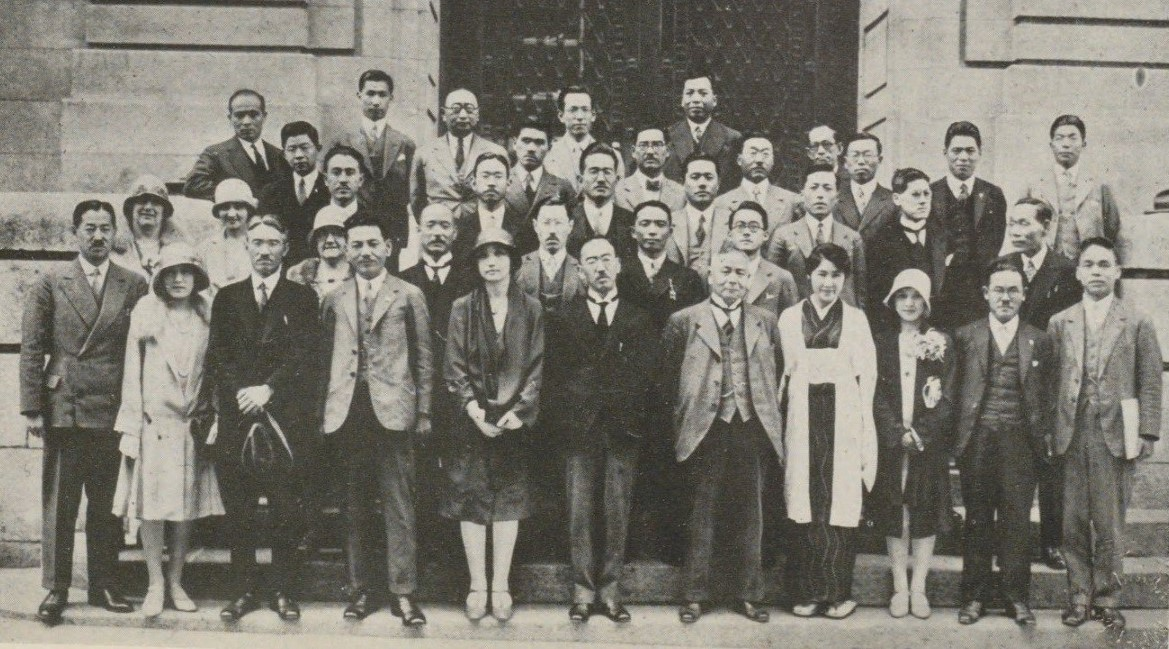
経済学者宮島綱男（中列右から2人目）。服部嘉香とともに関大に早稲田学風を移植した。

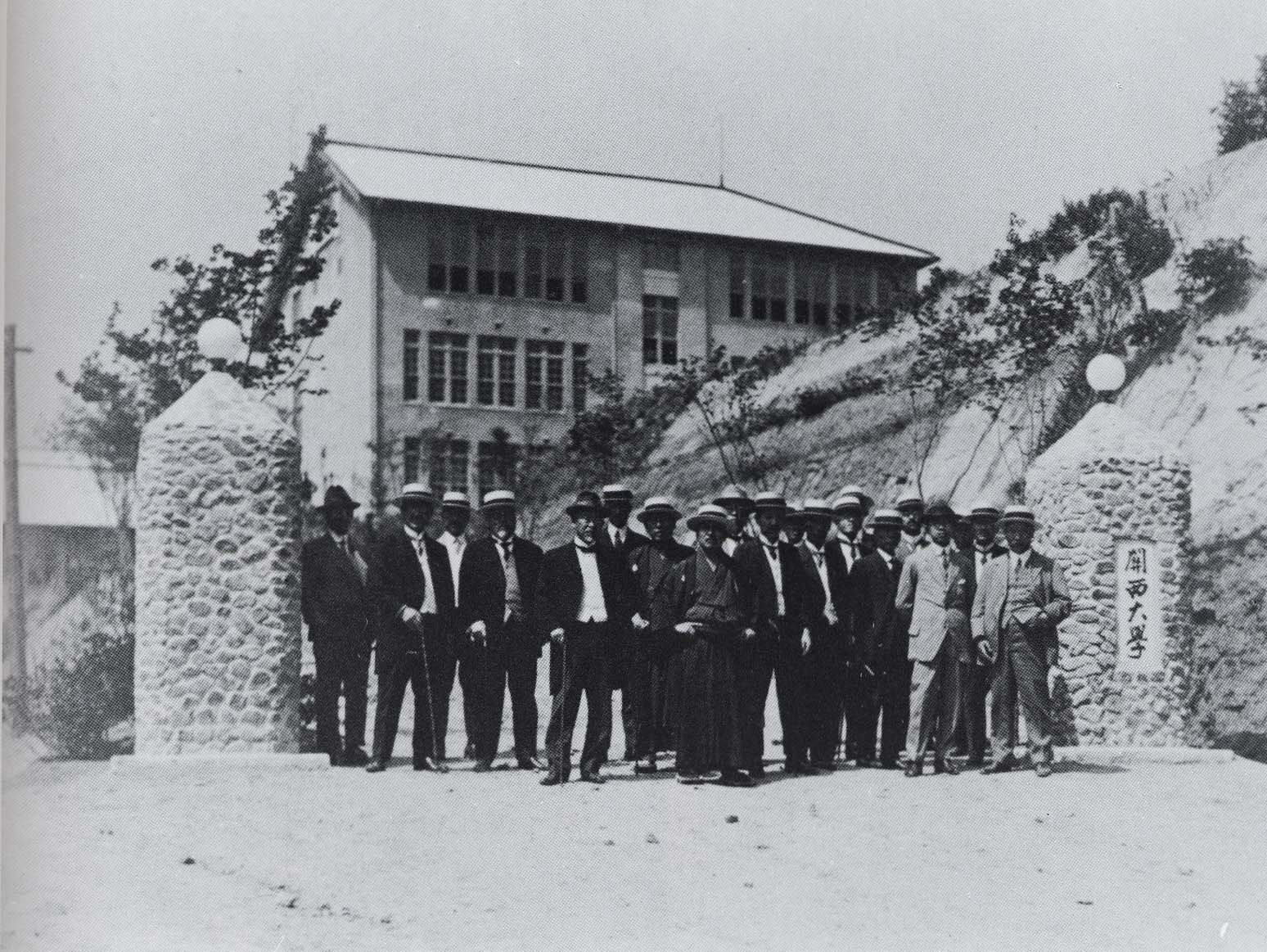
千里山学舎正門（1923年）

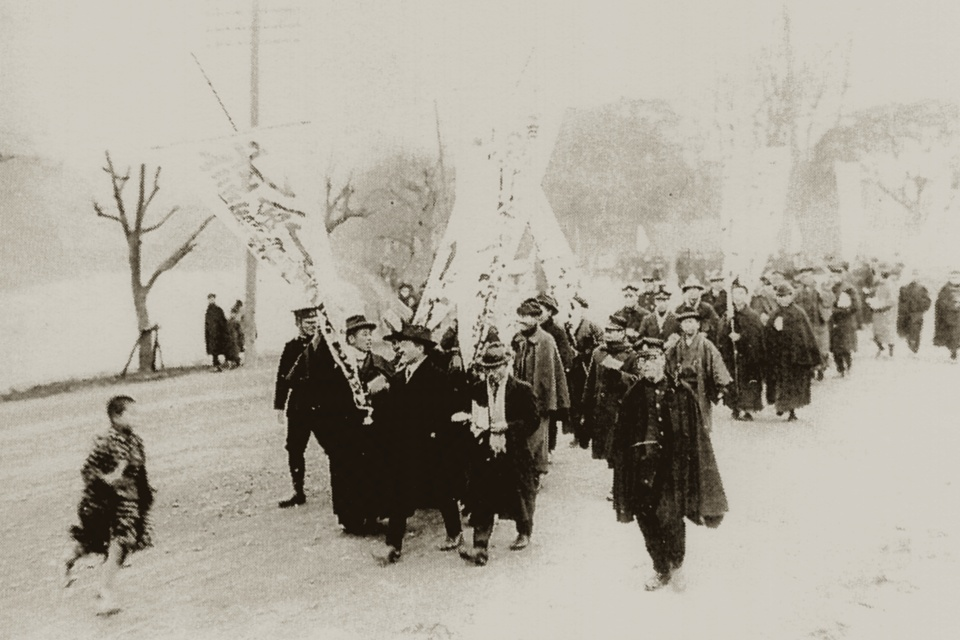
専門部向上運動（1924年）

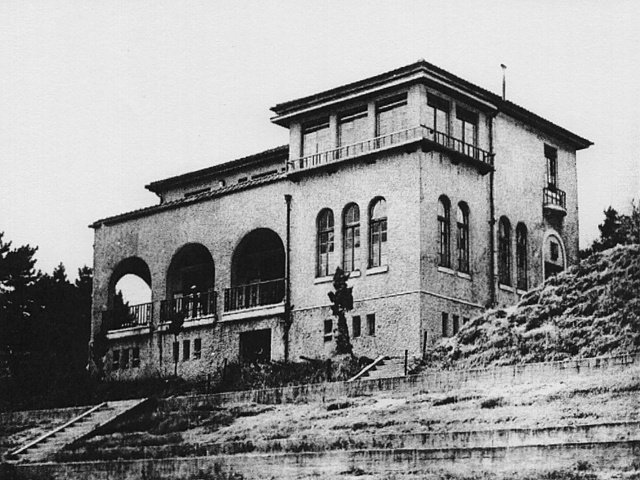
クラブハウス

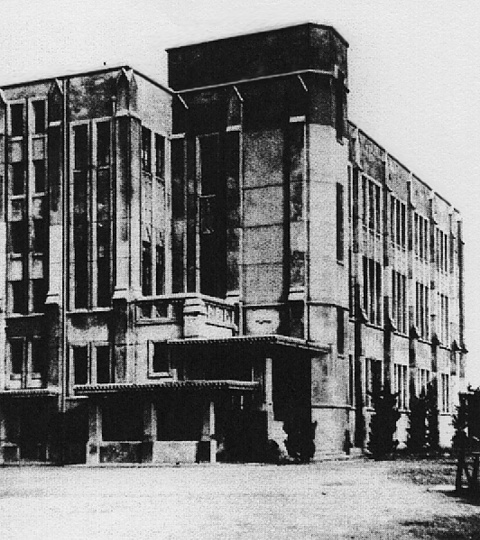
千里山図書館

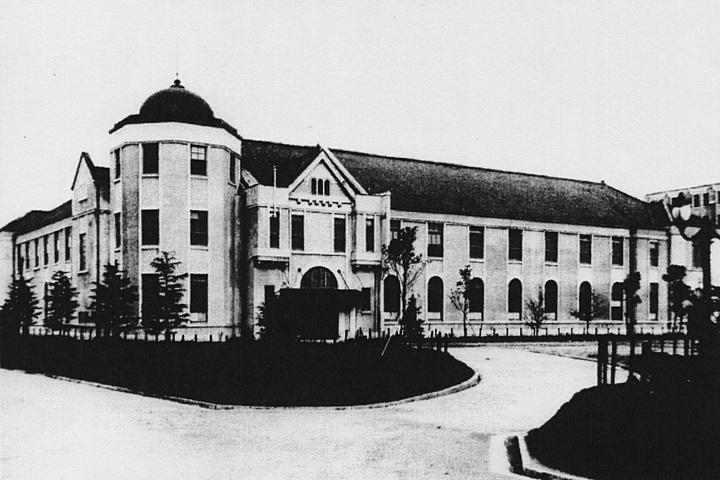
千里山学舎大学本館（1927年）

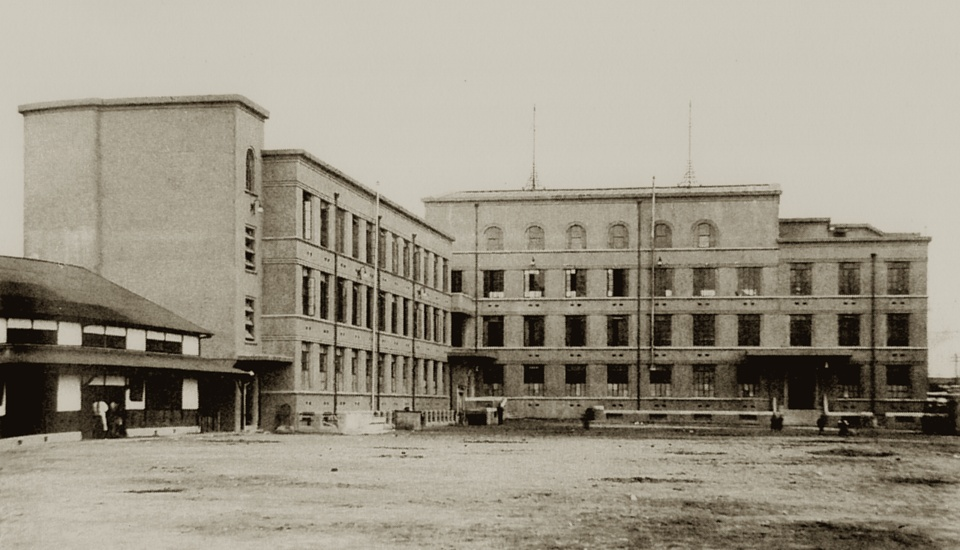
天六学舎（1929年）

- 1915年（大正4年）12月 - 初の留学生2名をアメリカに派遣。
- 1917年（大正6年）4月 - 専門部を専門部・専門部予科に分つ。専門部予科に法律・経済・高等商業の各予科を設置[8]。
- 1918年（大正7年）4月 - 予科の修業年限を2年に延長する。
- 1920年（大正9年）3月 - 財団法人に改組し、関西大学と改称。
- 1921年（大正10年）
  - 5月 - 三笠山血盟事件起こる[注 2]。
  - 9月 - 関西大学拡張後援会を結成（会長・山岡順太郎）。
- 1922年（大正11年）
  - 5月 - 大学部と大学予科が千里山学舎（大阪府三島郡千里村、現在の吹田市）へ移転、第1回「学の実化」講座で駐日フランス大使ポール・クローデルが来校し特別公演[注 3]。
  - 6月 - 関西大学は大学令により大学となる（総理事・山岡順太郎）。大学科、大学予科を法学部（法律学科、政治学科）、商学部（商業学科）と大学予科に改組。教授会規程認可。「千里山学報」発刊。この時、関西大学は「大学令」に基づく大阪唯一の私立大学となる[10]。
  - 9月 - 学歌を制定（服部嘉香作詞、山田耕筰作曲）。
- 1923年（大正12年）10月 - 日曜自由講座を新設。女子聴講生の入学許可（北村兼子）。
- 1924年（大正13年）
  - 4月 - 専門部に文学科、商学部に経済学科を設置。関西大学第二商業学校開校。
  - 5月 - 専門部が高等学校大学予科と同等以上と指定される[11]。
  - 6月 - 学位規程を制定。
  - 8月 - 商学部を経済学部に改称。
- 1926年（大正15年/昭和元年）
  - 6月 - 専門部予科を廃止する。
  - 8月 - 千里山運動場およびクラブハウス竣工（のち以文館）。
- 1927年（昭和2年）
  - 3月 - 住友合資会社より総事務所を受贈、大学本館とする。
  - 10月 - 関大専門部紛擾事件起こる。
- 1928年（昭和3年）
  - 4月 - 法学部に文学科（哲学と英文学の2専攻科）を増設し、法文学部となる。千里山図書館開館。
  - 6月 - 専門部文学科、国漢文専攻科と英文専攻科に分離。
- 1929年（昭和4年）
  - 4月 - 大学院開設。
  - 9月 - 天六学舎（大阪市東淀川区北長柄町）竣工、専門部・関甲・二商が福島から移転。
  - 12月 - 専門部図書館（天六）開館。
- 1930年（昭和5年）4月 - 専門部第一部（昼間部）を設置。
- 1931年（昭和6年）9月 - 関西六校野球連盟結成[12]。
- 1932年（昭和7年）2月 - 大礼記念館（威徳館）竣工。
- 1933年（昭和8年）4月 - 予科を2年制と3年制の2部制とする。
- 1934年（昭和9年）12月 - 失火により予科校舎焼失。
- 1935年（昭和10年）4月 - 大学本部（天六）竣工。経済学部を経商学部と改称。
- 1936年（昭和11年）
  - 3月 - 予科新校舎（千里山）落成。旧福島学舎を売却。
  - 5月 - 創立五十周年式典を挙行。
  - 大学令によって義務づけられた供託金納付（60万円）完了[13]。

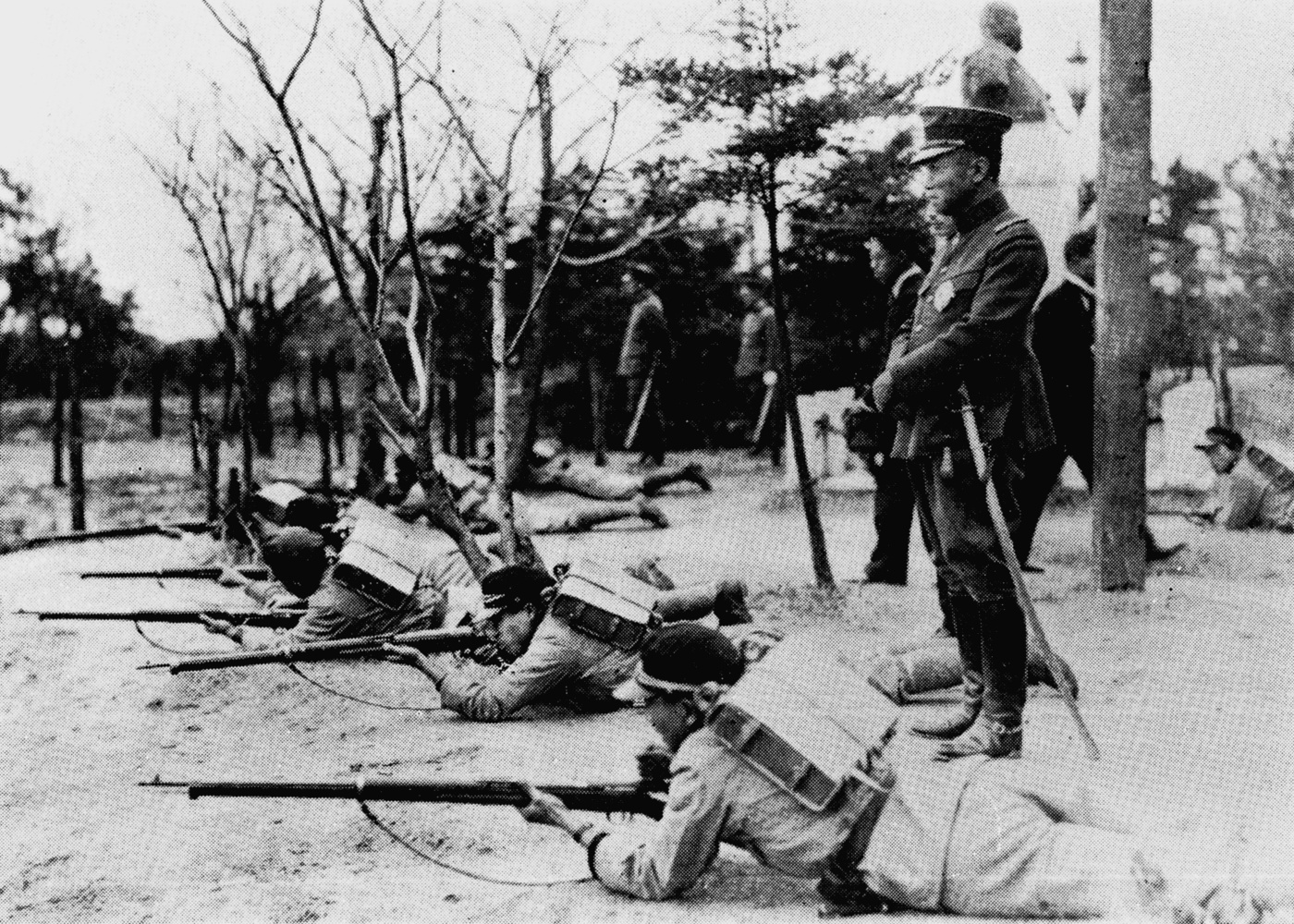
関西大学予科生の教練を視察する東久邇宮稔彦王（1935年11月）

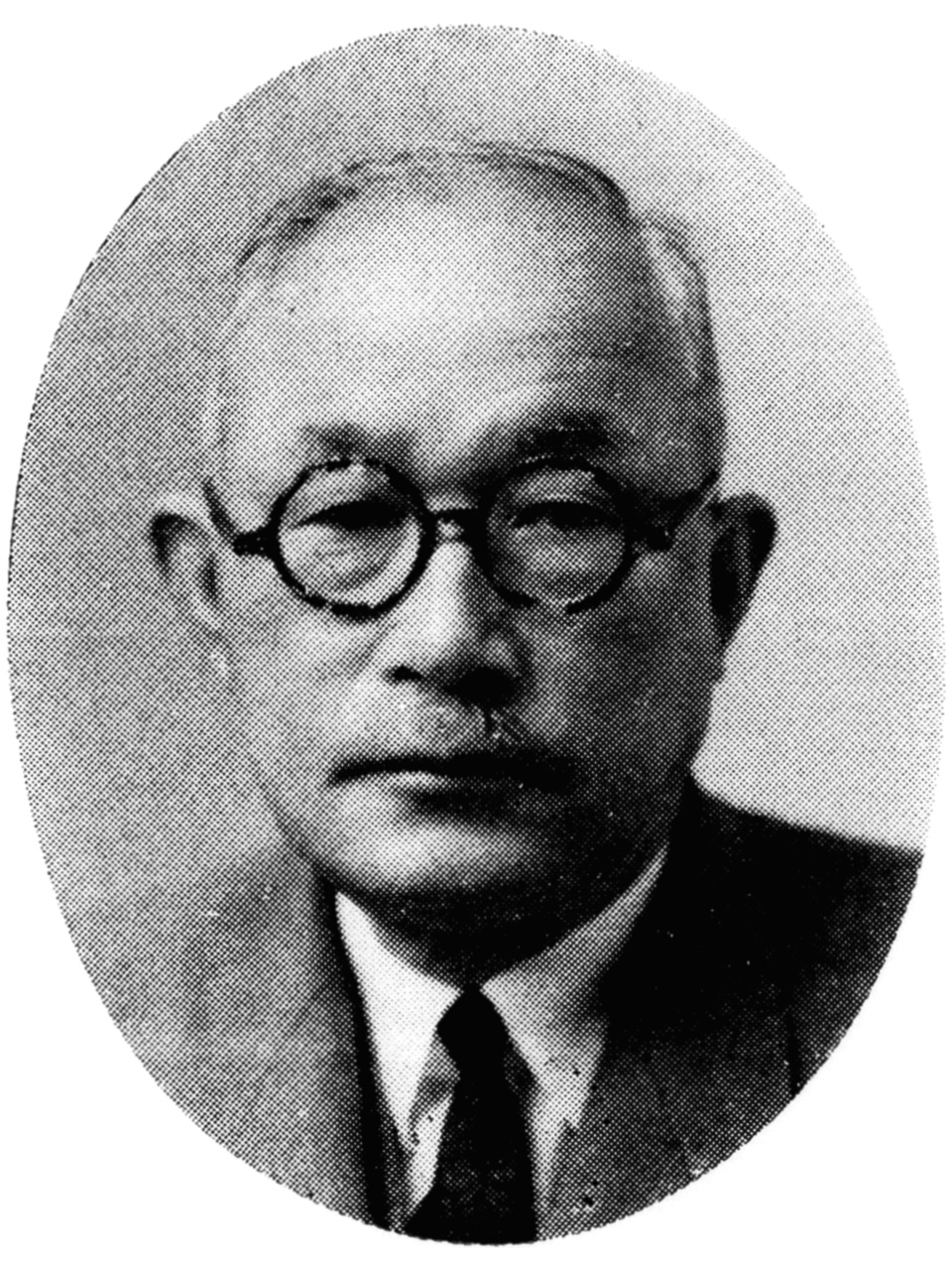
岩崎卯一

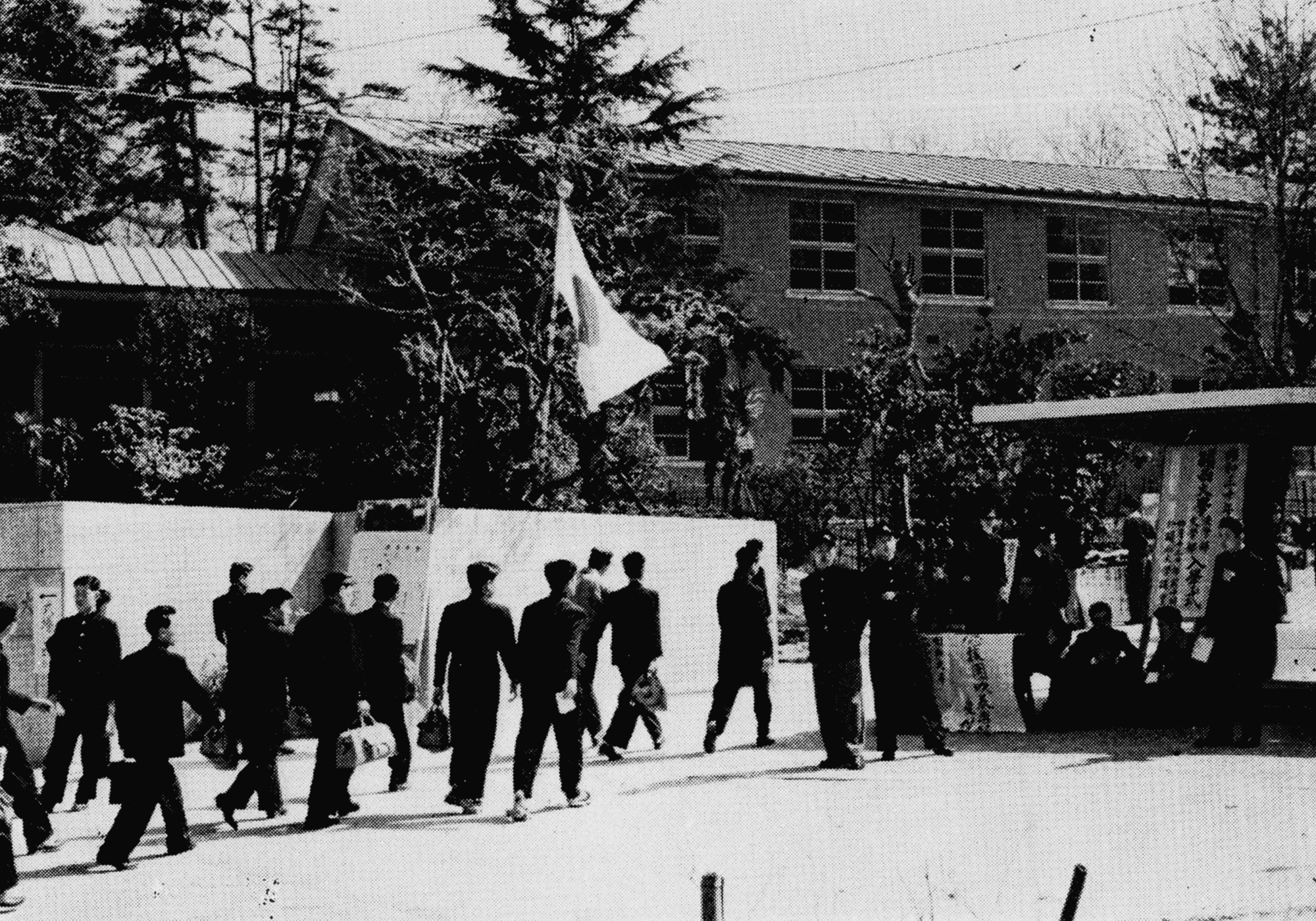
千里山学舎旧正門（1955年）

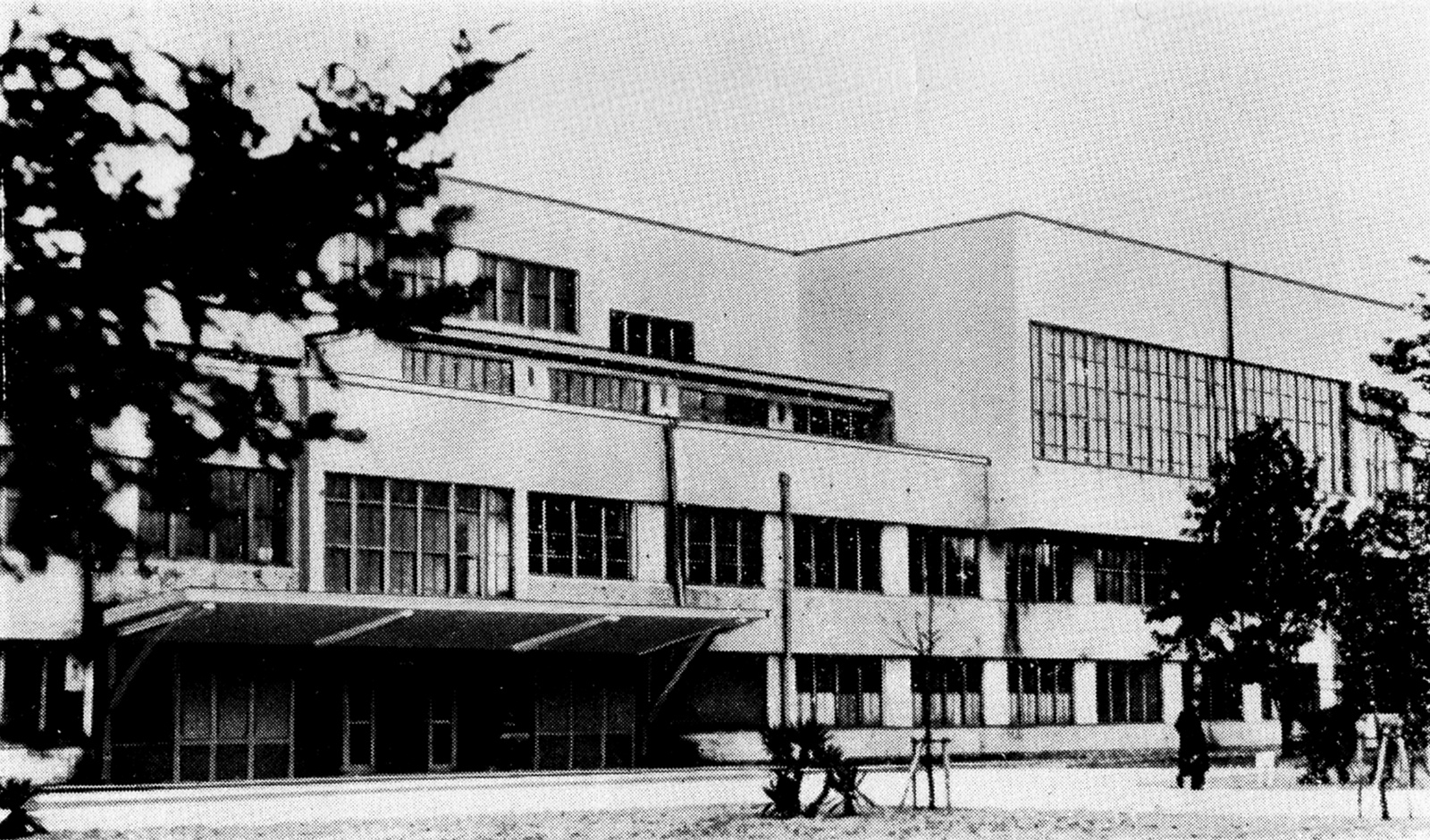
旧第三学舎
（現･第二学舎二号館）

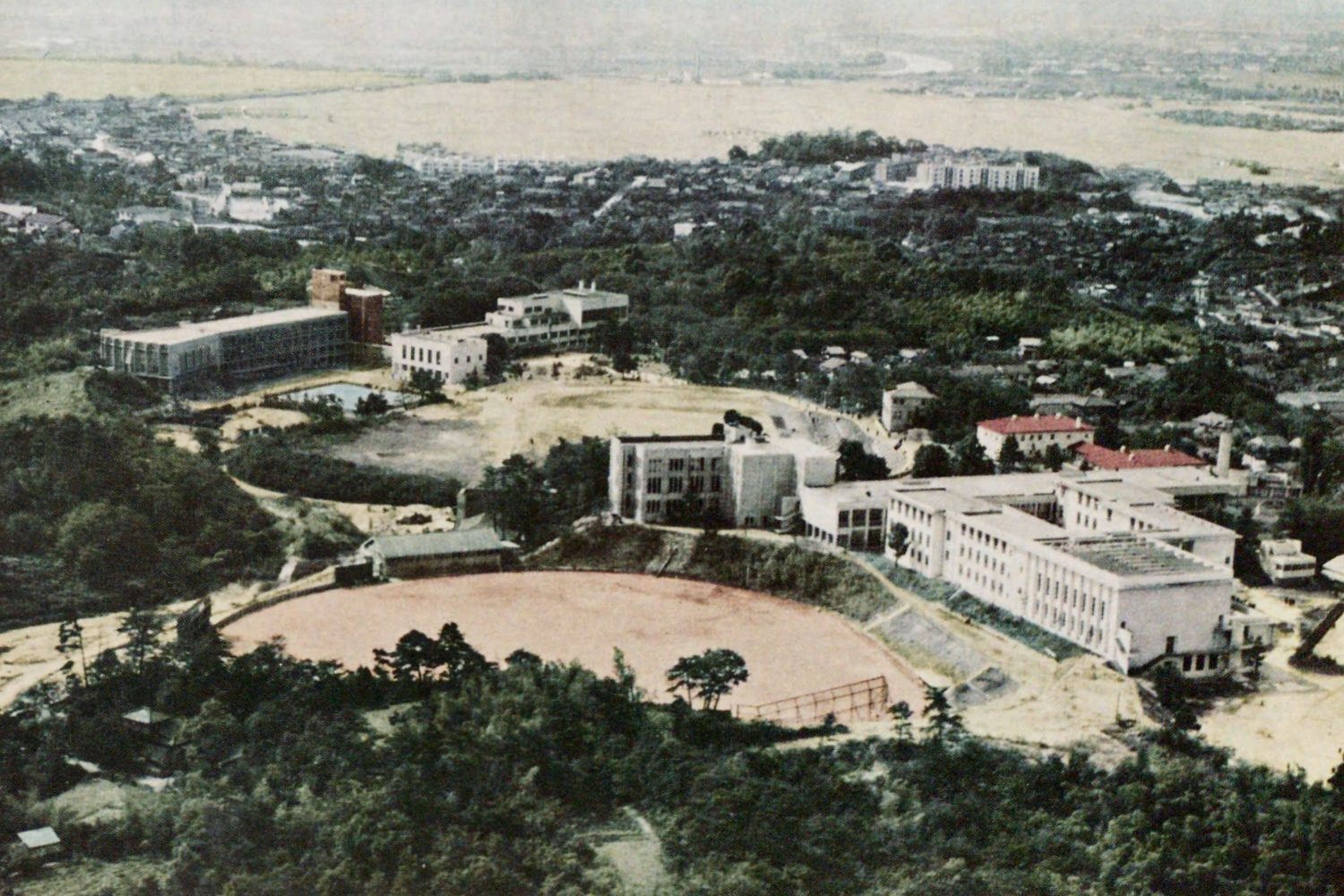
千里山学舎全景（1956年）

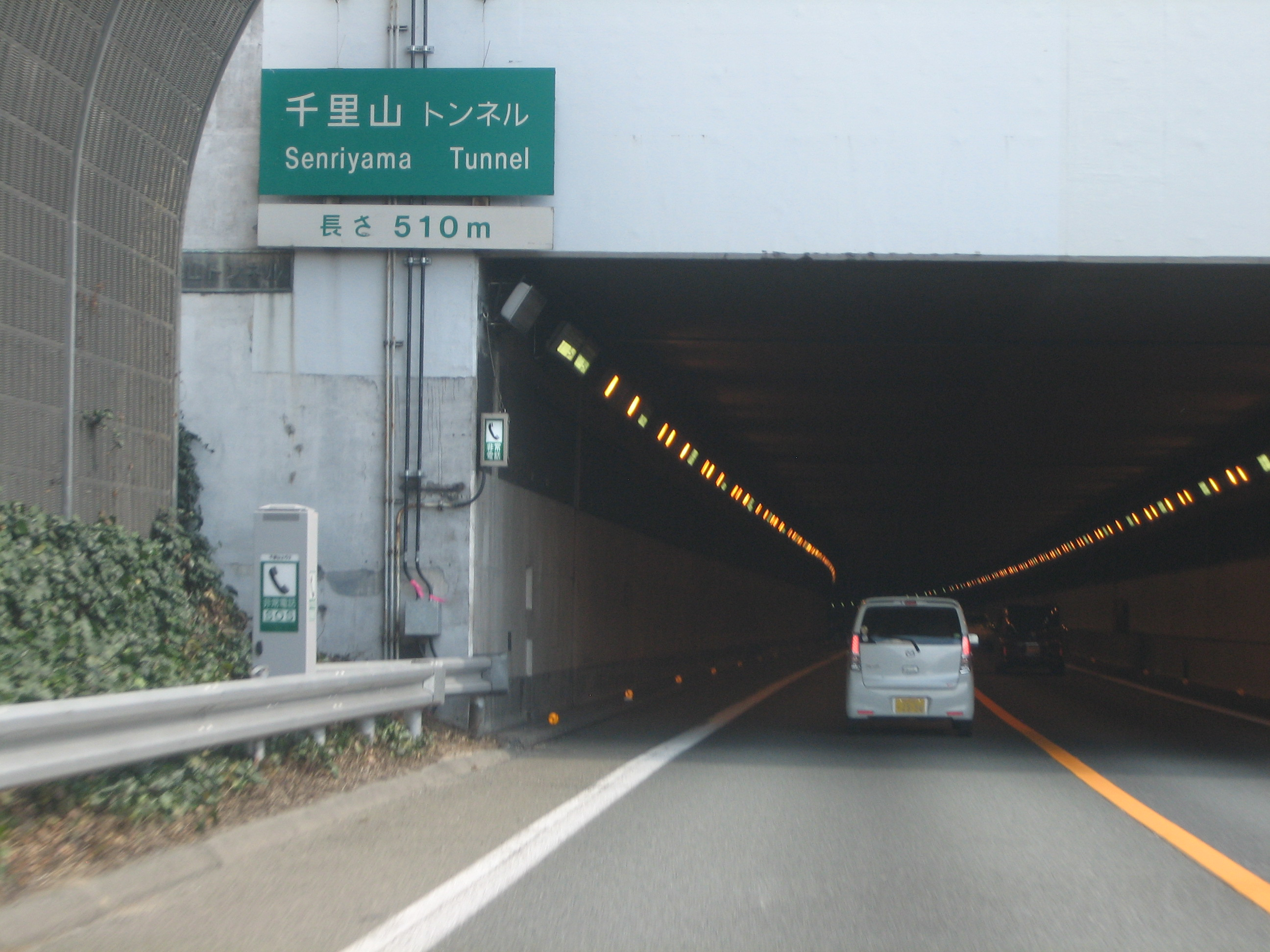
名神高速道路のルートと工法を巡って関大と日本道路公団は激しく対立した。

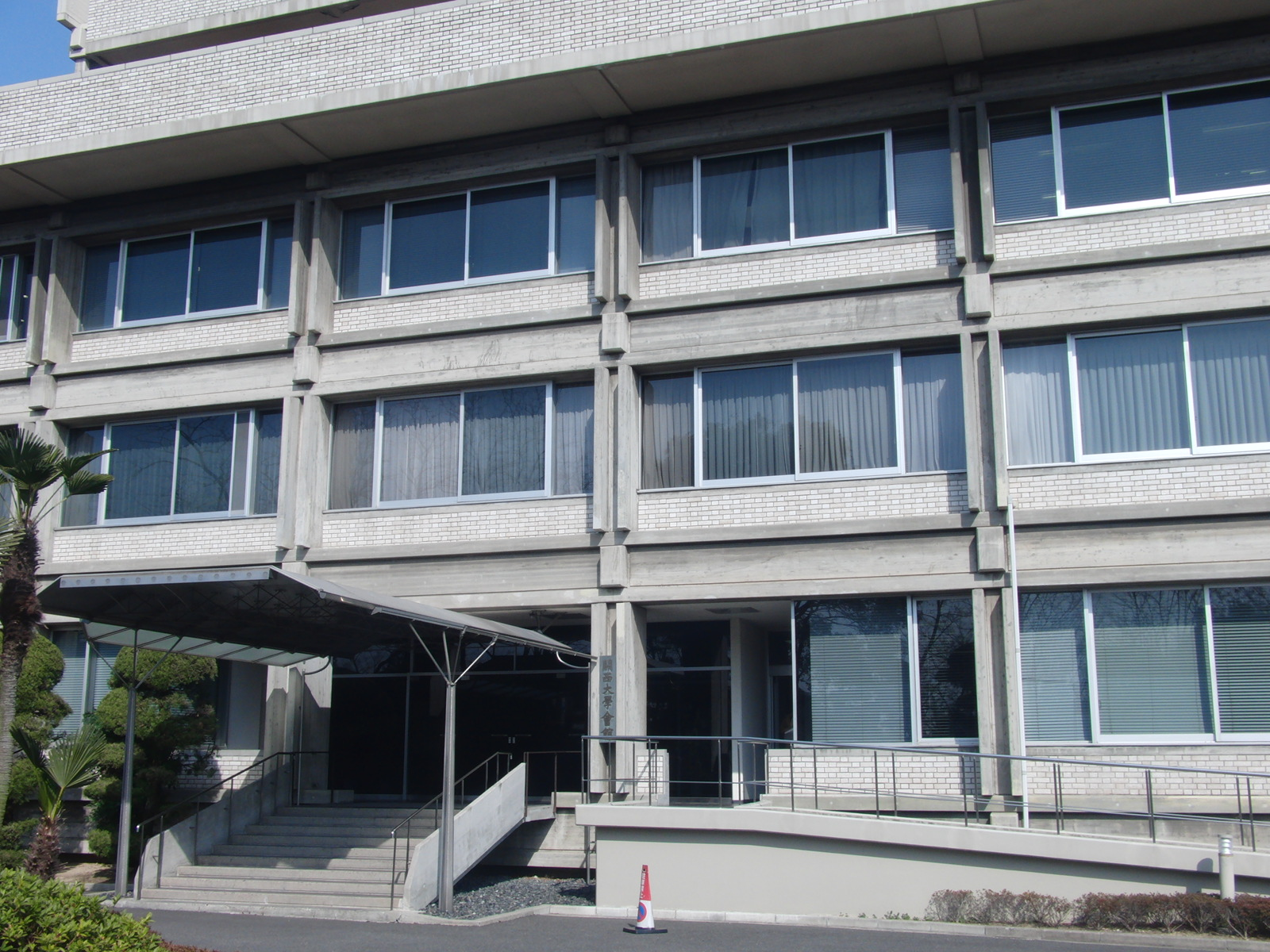
関西大学会館

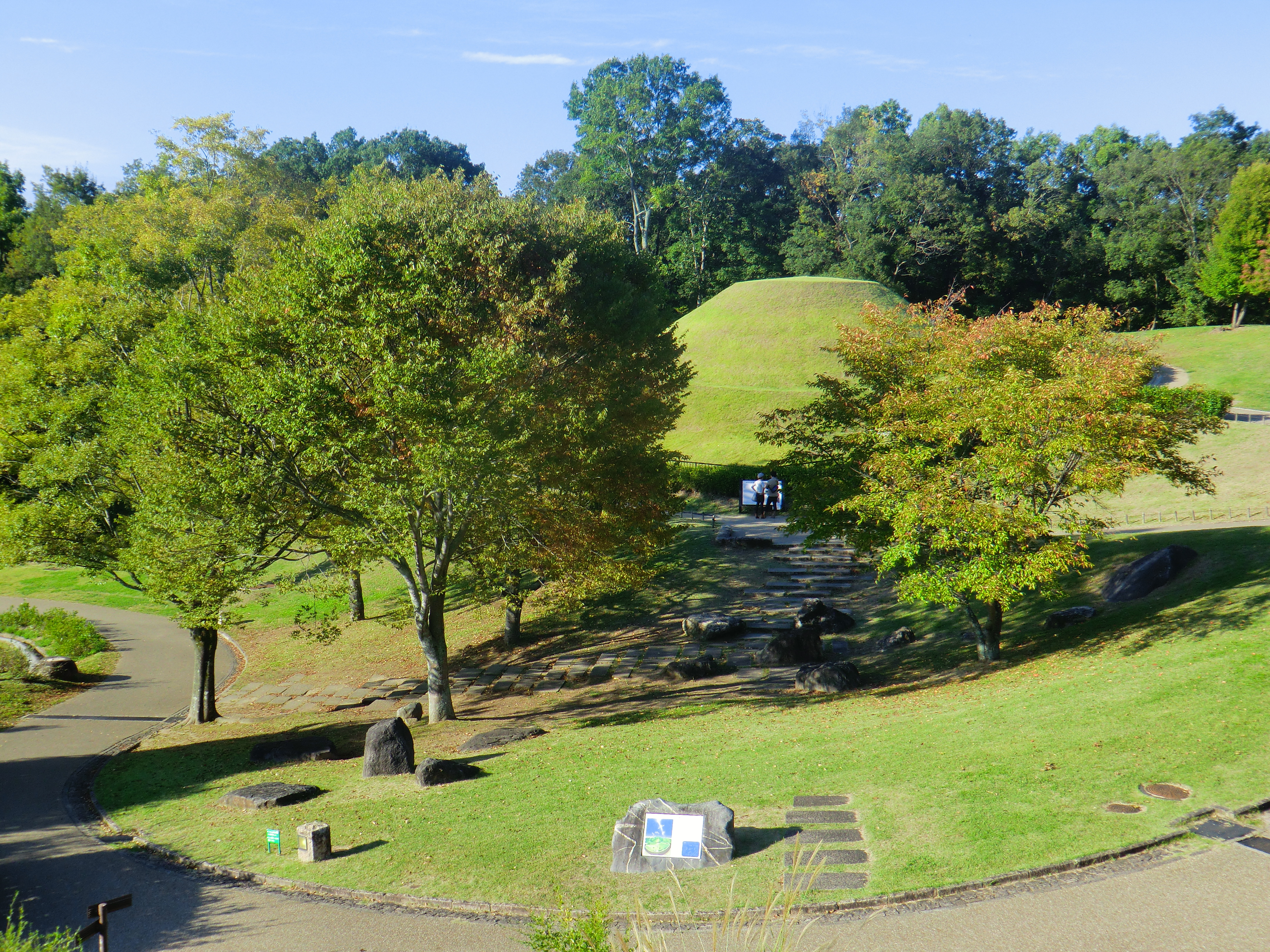
高松塚古墳

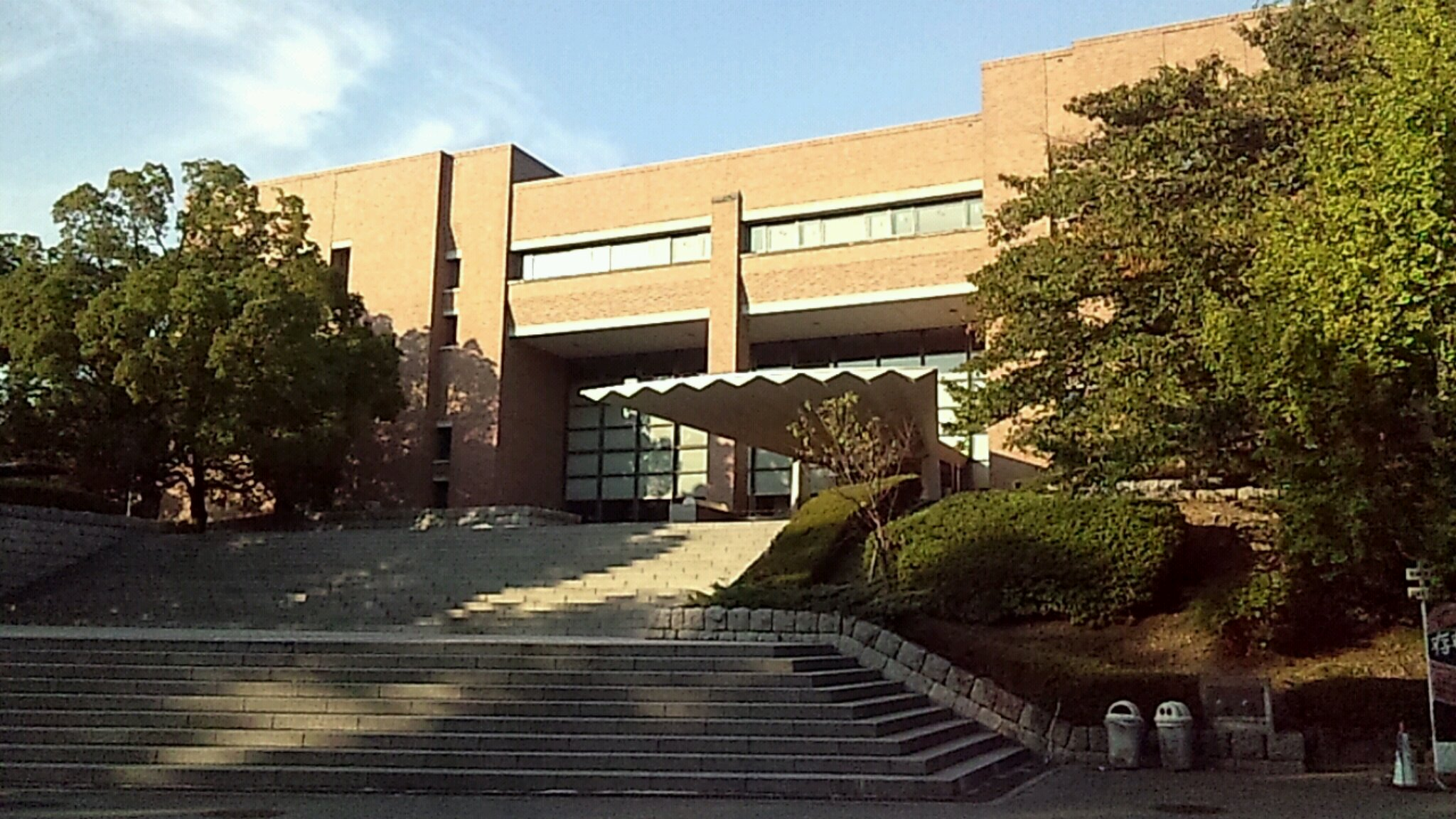
総合図書館

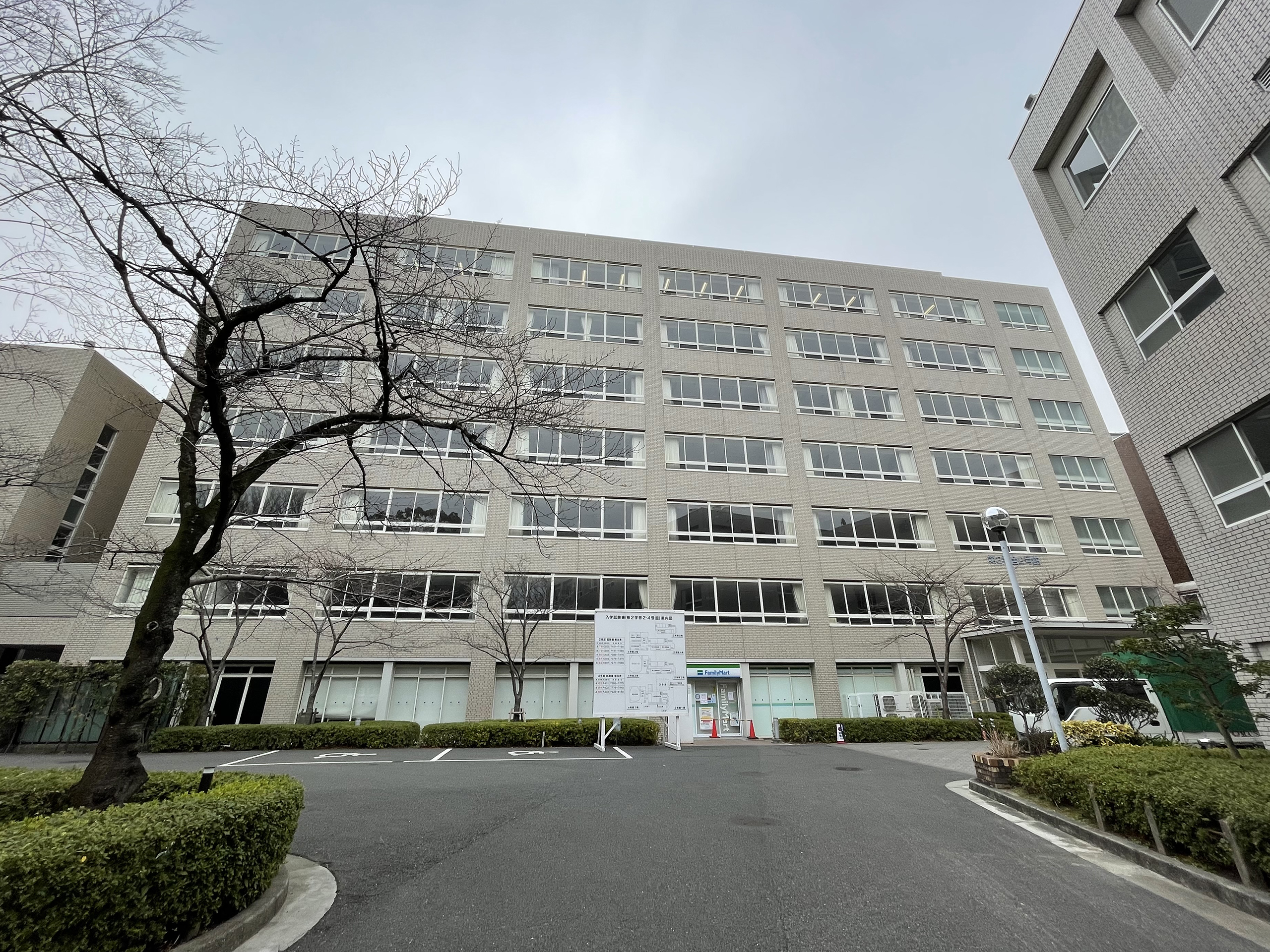
第二学舎二号館

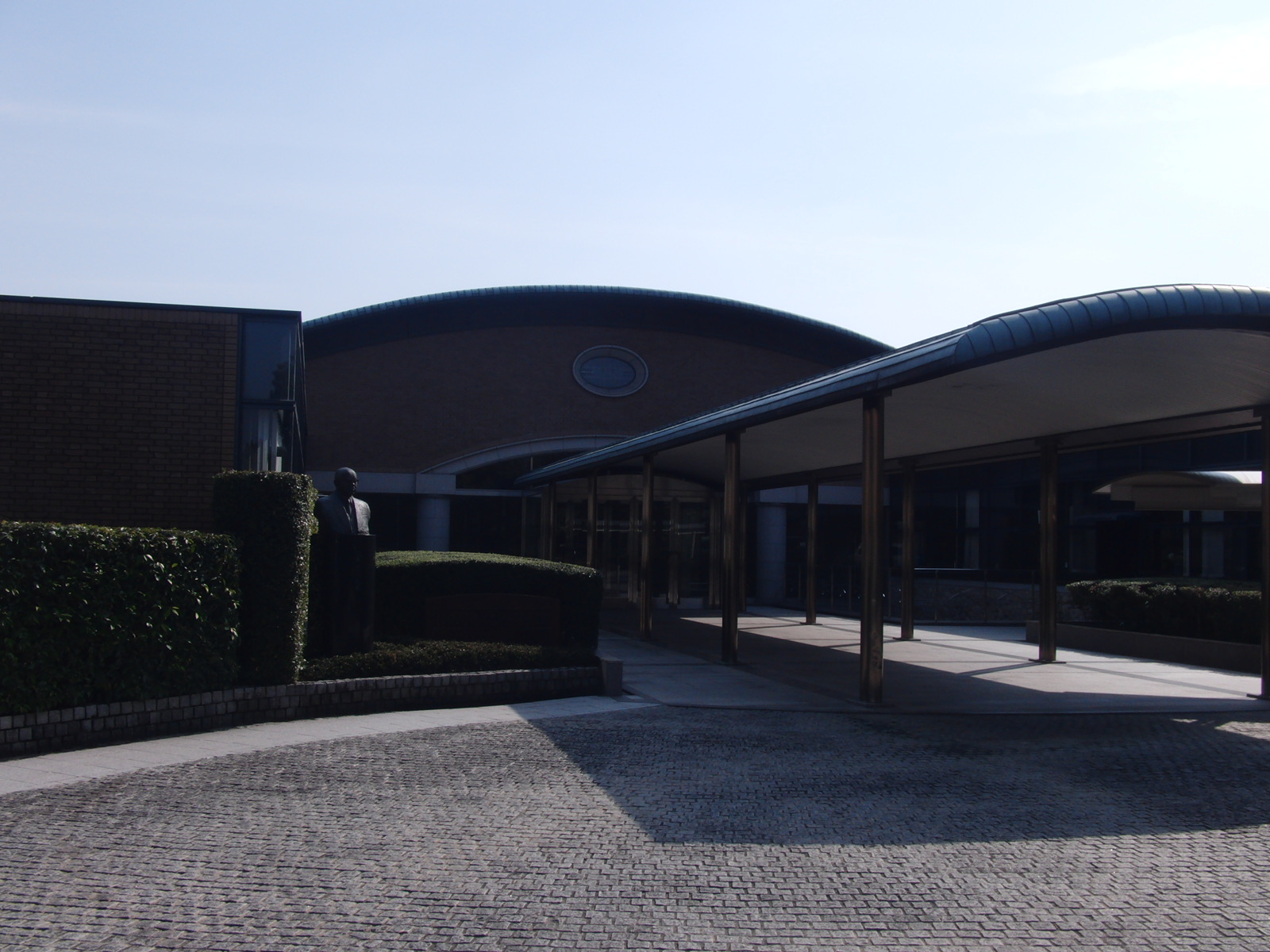
100周年記念会館

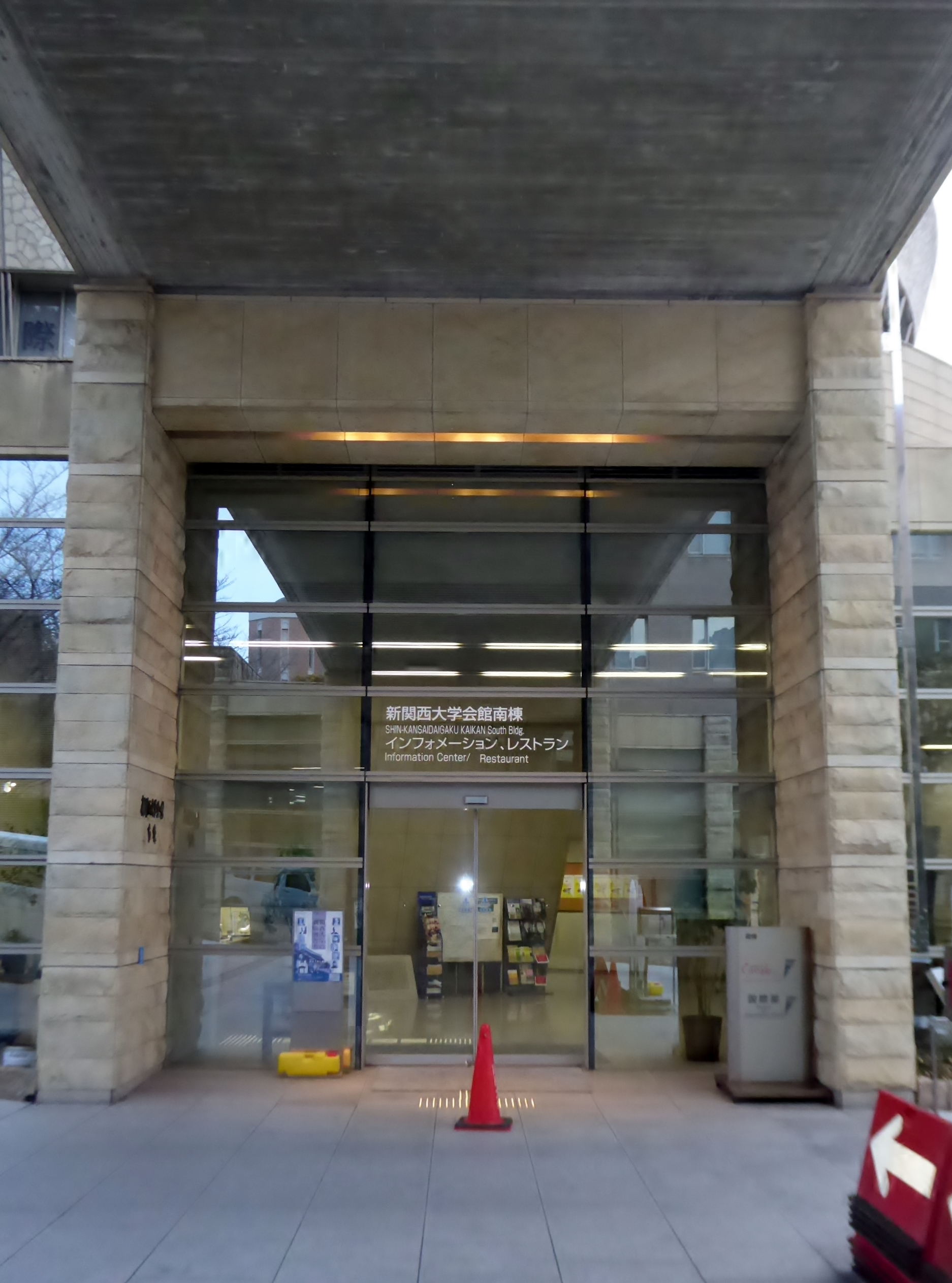
新関西大学会館

- 1937年（昭和12年）3月 - 天六学舎旧館を増築。
- 1941年（昭和16年）8月 - 文部省の指示により、学部、予科、専門部第一部・二部それぞれに報国団を結成。
- 1943年（昭和18年）
  - 11月 - 大阪府下大学高専校出陣学徒合同壮行式に参加[14]。
  - 12月 - 学徒出陣の学生に特別講義を実施。
- 1944年（昭和19年）
  - 3月 - 関西大学第二商業学校廃止。教職員を大幅に整理する。
  - 4月 - 専門部商業学科を経営科と改称。関西工業専門学校（工学部の前身）が開校。関西大学人文科学研究所を開設。
- 1945年（昭和20年）
  - 1月 - 法文学部と経商学部がそれぞれ法学部と経済学部になる（戦局悪化による学科廃止のため）。
  - 9月 - 終戦により授業再開。
- 1946年（昭和21年）4月 - 学長公選。専門部経営科を商業学科と改称。法学部に女子学生が入学。
- 1947年（昭和22年）
  - 4月 - 法学部が法文学部に復旧。
  - 7月 - 関西私立四大学学長懇談会を結成[15]。
  - 12月 - 人文科学研究所を文化科学研究所と改める。
- 1948年（昭和23年）4月 - 新制大学に移行（理事長・宮島綱男、学長・岩崎卯一）。法学部・文学部・商学部・経済学部の4学部（一部・二部）を設置。
- 1949年（昭和24年）
  - 3月 - 旧制予科と関甲廃止。
  - 4月 - 文学部に新聞・史学・独文・仏文の4学科を設置。
  - 11月 - 千里山体育館竣工。
- 1950年（昭和25年）4月 - 新制大学院開設。関西大学短期大学部を設置（募集は1955年まで）。
- 1951年（昭和26年）
  - 3月 - 学校法人関西大学に改組。旧制学部最後の卒業式を挙行。旧制専門部および工専廃止。
  - 4月 - 文学部に東洋文学科を設置。東西学術研究所を開設。
  - 9月 - 考古学研究室を開設。
- 1952年（昭和27年）4月 - 大学院ホールおよび研究室、第1学舎竣工。
- 1953年（昭和28年）
  - 4月 - 学部第二部を天六学舎に移転。
  - 11月 - 威徳館を千里寺に譲渡。
- 1954年（昭和29年） - 大学本館（千里山）解体。
- 1955年（昭和30年）11月 - 第一学舎（千里山）落成式を挙行。
- 1956年（昭和31年）
  - 9月 - 友の像（朝倉文夫作）除幕式[16]。
  - 10月 - 第2グラウンド開設。野球部、第5回全日本大学野球選手権大会で初優勝（村山実と上田利治のバッテリーが活躍）。
- 1957年（昭和32年）10月 - 第三学舎（千里山）竣工。
- 1958年（昭和33年）
  - 4月 - 工学部を設置（天六学舎）。経済・政治研究所を開設。
  - 10月 - 名神高速道路の千里山通過反対運動起こる（～1962年）[17]。
- 1959年（昭和34年）3月 - 短期大学部廃止。
- 1960年（昭和35年）
  - 3月 - 旧制関西大学廃止。
  - 4月 - 工学部管理工学科を設置。
  - 9月 - 工学部を千里山学舎に移転。
- 1961年（昭和36年）11月 - 第1回千里祭を開催。
- 1962年（昭和37年）3月 - 誠之館竣工。
- 1963年（昭和38年）4月 - 工学部に機械工学第二学科、応用化学科を増設。
- 1964年（昭和39年）
  - 3月 - 工業技術研究所を開設。
  - 9月 - 専門図書館（千里山）開館。
- 1965年（昭和40年）
  - 10月 - 関西大学会館竣工、法人本部機構と校友会本部が天六から千里山に移転。
  - 11月 - 創立者の群像レリーフ、児島惟謙胸像、山岡順太郎胸像除幕式（千里山）。
- 1966年（昭和41年）2月 - 経済学部・商学部研究棟竣工[8]。
- 1967年（昭和42年）4月 - 社会学部を設置（天六）。文学部東洋文学科を中国文学科と改称、教育学科を設置。工学部に電子工・土木工・建築の3学科を設置。視聴覚教室を開設。ラジオ講座「今晩はみなさん」を開講（ラジオ関西、1981年まで）。
- 1968年（昭和43年）
  - 4月 - 社会学部が千里山に移転。
  - 5月 - 千里山の学舎名変更（法・文学部＝第一学舎、経済・商学部＝第二学舎、社会学部＝第三学舎、工学部＝第四学舎。各学部で枝番号を付与する）。関西大学経済・政治研究所の設置。
- 1969年（昭和44年）
  - 6月 - 大学会館封鎖に始まる学園紛争拡大[18]。
  - 10月 - 機動隊の警戒下で授業再開。
- 1970年（昭和45年）10月 - 第3グラウンド開設。
- 1971年（昭和46年）3月 - 電子計算機室開設。
- 1972年（昭和47年）
  - 3月 - 考古学研究室の高松塚古墳発掘調査で極彩色の壁画を発見。
  - 9月 - 吹田市民大学教養講座を開催。
- 1974年（昭和49年）
  - 3月 - 大学院学舎（岩崎記念館）竣工。
  - 4月 - 部落問題研究室を開設。
- 1975年（昭和50年）4月 - 飛鳥文化研究所・植田記念館を開設。
- 1976年（昭和51年）4月 - 一般教育等研究センターを開設。
- 1978年（昭和53年）
  - 2月 - 文学部新聞学科を廃止。
  - 4月 - 文学部史学科を史学・地理学科に改組。
  - 11月 - 第1回総合関関戦を開催。
- 1981年（昭和56年）5月 - 大学院ホール内に国際交流室を設置。
- 1982年（昭和57年）4月 - 情報処理センターを開設（電子計算機室を改組改称）。第4グラウンド開設。
- 1983年（昭和58年）2月 - 自動車・バイクでの通学禁止。
- 1985年（昭和60年）
  - 4月 - 総合図書館および情報処理センターの開館式を挙行。
  - 6月 - 部落問題研究室を人権問題研究室に改組。
- 1986年（昭和61年）
  - 4月 - 教職課程研究センターを開設。
  - 11月 - 創立100周年記念式典を挙行。
- 1987年（昭和62年）4月 - 法学研究所を開設[19]。
- 1989年（昭和64年/平成元年）
  - 10月 - 国際交流センターを開設。
  - 11月 - 100周年記念会館竣工。
- 1990年（平成2年）4月 - 工学部に生物工学科を増設、金属工学科を材料工学科と改称。
- 1991年（平成3年）4月 - 工学部機械工学第二学科を機械システム工学科と改称。
- 1994年（平成6年）
  - 3月 - 第2学舎1号館、第2体育館、有鄰館竣工。
  - 4月 - 高槻市に「高槻キャンパス」を開設し、総合情報学部を設置。関西大学博物館を開館。第二部が天六から千里山へ移転。
- 1995年（平成7年）4月 - 高槻キャンパスにスチューデントハウスとリサーチハウスを開設。
- 1996年（平成8年）10月 - 新関西大学会館竣工。
- 1997年（平成9年）
  - 4月 - エクステンションリードセンターを開設。
  - 6月 - 白馬栂池高原ロッジ竣工。
- 1999年（平成11年）6月 - サテライトステーションを開設。
- 2000年（平成12年）
  - 4月 - 外国語教育研究機構を設置。
  - 7月 - 尚文館（大学院校舎）竣工。
- 2001年（平成13年）
  - 4月 - 副学長制・学長補佐制を導入。
  - 9月 - 新凱風館竣工。
- 2002年（平成14年）4月 - 先端科学技術推進機構、ソシオネットワーク戦略研究センターを開設。外国語教育学研究科（博士前期課程・後期課程）を開設。

- 2003年（平成15年）

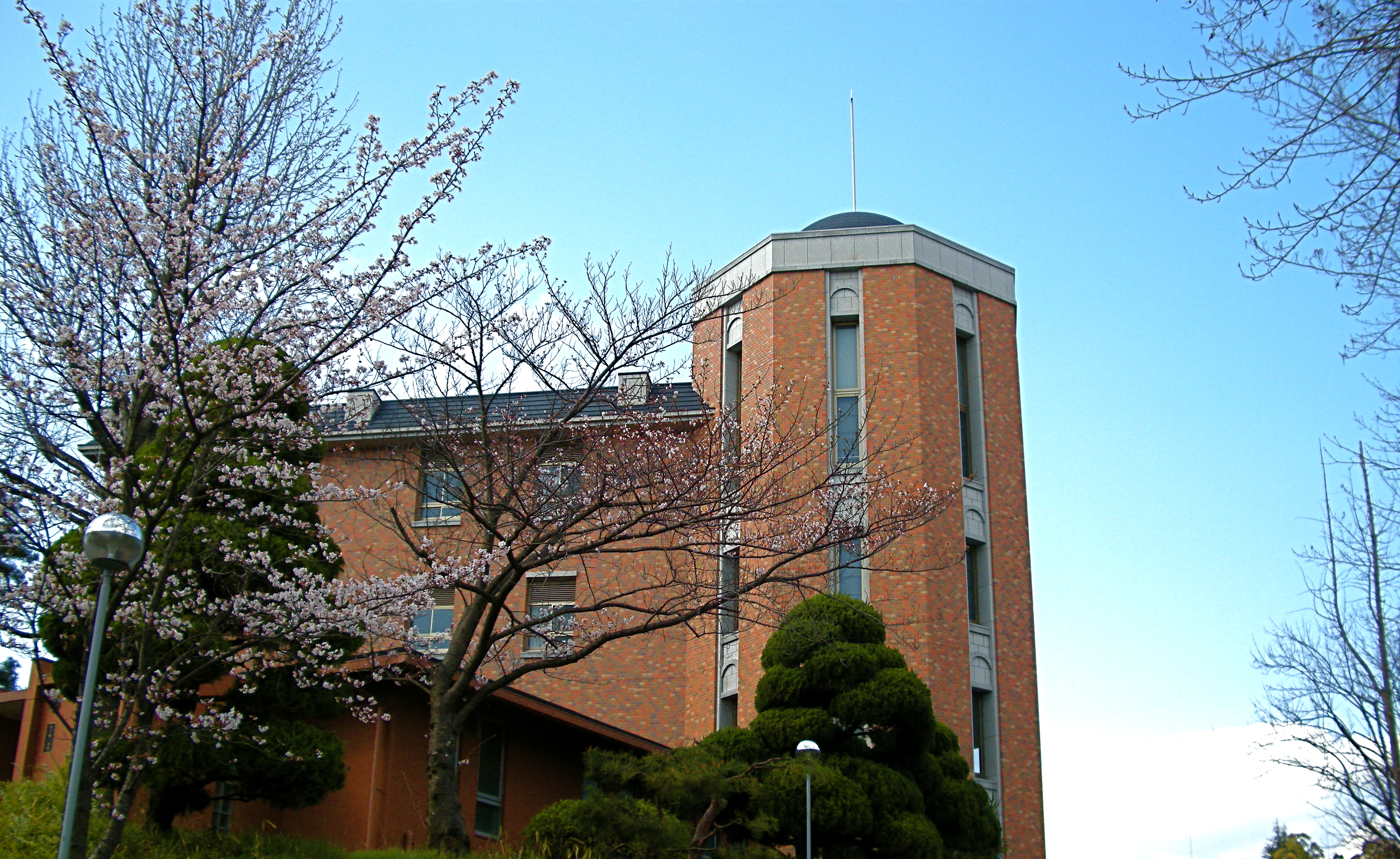
以文館（千里山キャンパス）

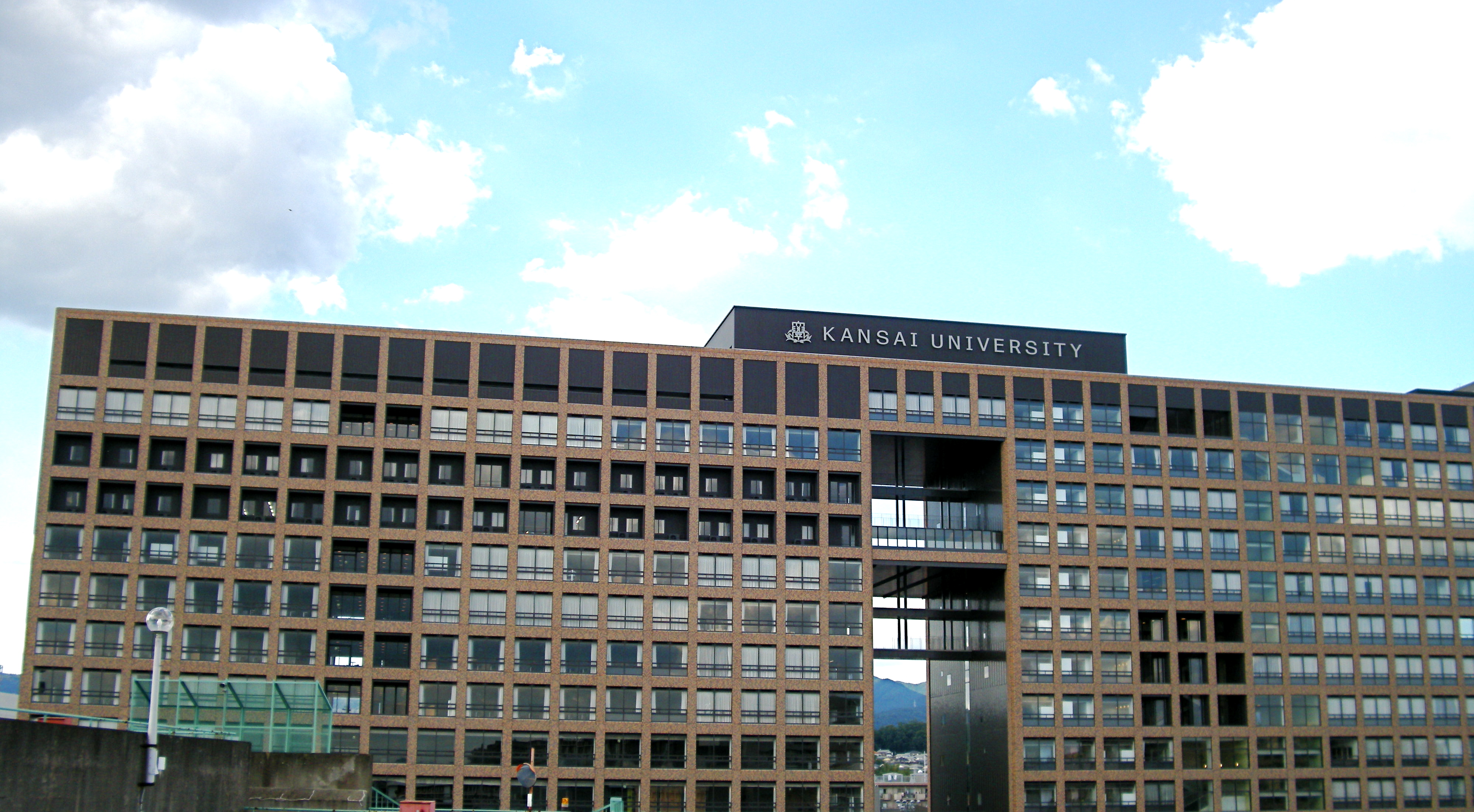
高槻ミューズキャンパス

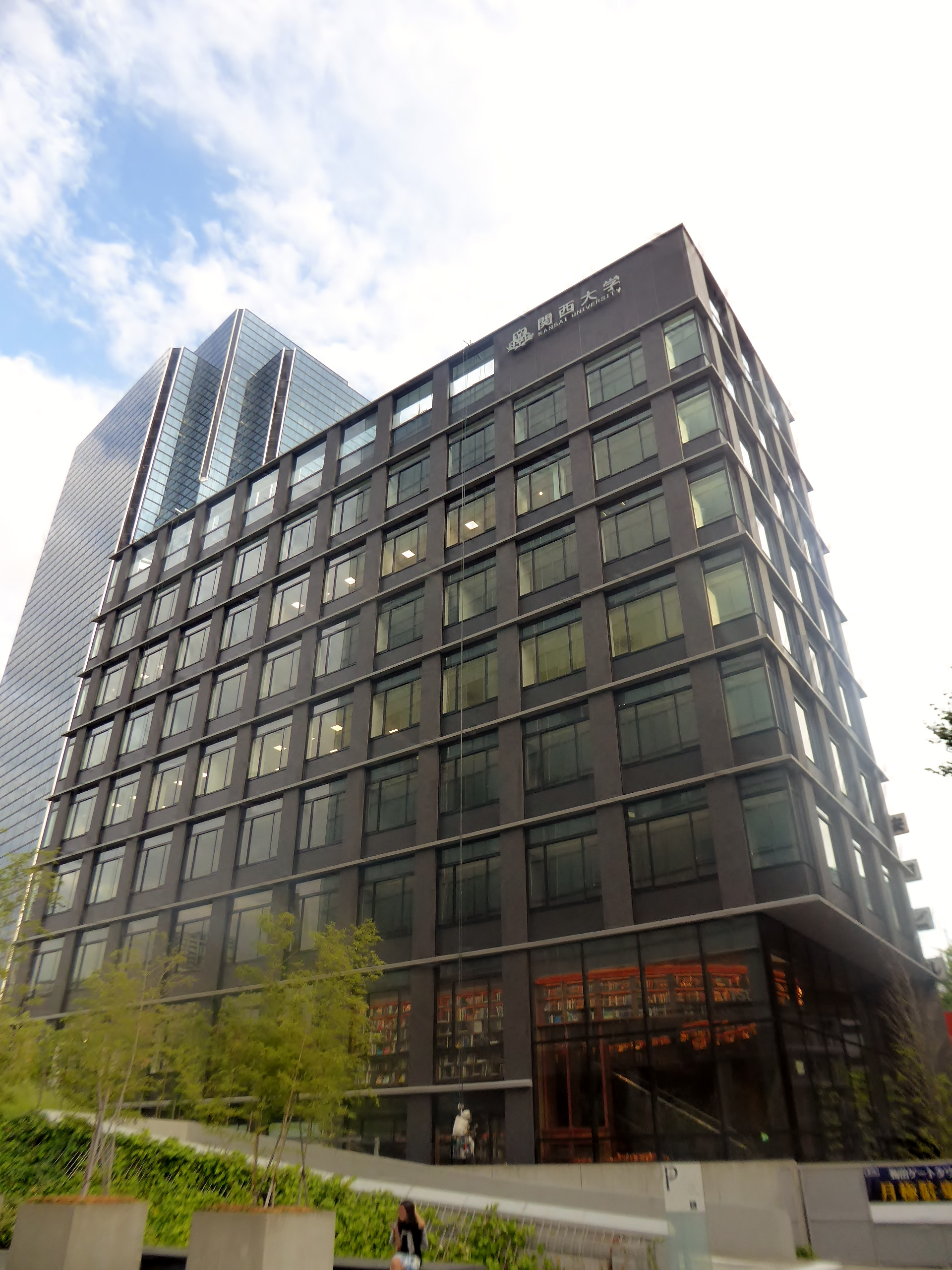
梅田キャンパス

  - 4月 - 工学部材料工学科を先端マテリアル工学科、土木工学科を都市環境工学科と改称。第二部を廃止し、フレックス（昼夜開講制）を導入。
  - 7月 - 東京センターを開設。
  - 11月 - 以文館竣工。
- 2004年（平成16年）
  - 4月 - 法科大学院（関西大学大学院法務研究科）を設置。文学部で8学科を廃止し、総合人文学科1学科10専修の組織へ移行。中之島センター開設。
  - 9月 - ＢＩＧホール100竣工。
- 2006年（平成18年）
  - 3月 - 凛風館を開館。
  - 4月 - 会計専門職大学院を設置。社会学部産業社会学専攻を心理学専攻に改称。
  - 7月 - アイスアリーナ開設。
  - 文学部で昼夜開講制を廃止。
- 2007年（平成19年） - 法学部・経済学部・商学部で昼夜開講制を導入。政策創造学部を新設。工学部をシステム理工学部・環境都市工学部・化学生命工学部へ再編。東京センターを東京駅八重洲口のサピアタワー内へ規模を拡充の上で移転。
- 2008年（平成20年） - 法学部の法律学科と政治学科を統合し、新たに「法学政治学科」を設置。大学院心理学研究科を設置。早稲田大学と学術交流協定締結。大阪市立大学・大阪府立大学と包括連携協定締結。
- 2009年（平成21年）
  - 4月 - 千里山キャンパスに外国語学部を設置。大学院心理学研究科に心理臨床学専攻 (専門職大学院)を設置。
  - 関西大学・大阪医科大学・大阪薬科大学は、文部科学省「大学教育充実のための戦略的大学連携支援プログラム」に採択され、共同して 「三大学医工薬連環科学教育研究機構」 を設置し、「医工薬連環科学」の教育とその具体的実践活動を開始。
- 2010年（平成22年）
  - 4月 - 「堺キャンパス」を開設し、人間健康学部を新設。「高槻ミューズキャンパス」を開設し、社会安全学部および大学院社会安全研究科を設置。
  - 12月 - 関西大学福島学舎記念碑を建立。
- 2011年（平成23年） - 大学院東アジア文化研究科、ガバナンス研究科を設置。
- 2012年（平成24年） - 留学生別科（日本語・日本文化教育プログラム進学コース）を開設。南千里国際プラザを開設（留学生宿舎と留学生別科用教育施設）[20]。
- 2014年（平成26年）9月 - 天六キャンパスを売却。
- 2016年（平成28年）
  - 8月 - 千里山キャンパスに、関大前駅北口前と第3学舎間を結ぶエスカレーターを備えた「西門」が完成。
  - 10月 - 大阪市北区鶴野町に「梅田キャンパス」を開設[21]。
- 2018年（平成30年）3月 - 東体育館竣工。
- 2022年（令和4年）6月 - 大学昇格100年記念式典を開催[22]。千里山キャンパスが開設100周年を迎える[23]。
- 2023年（令和5年）10月 - 「吹田みらいキャンパス」を開設[24]。
- 2025年（令和7年）10月 - ビジネスデータサイエンス学部開設予定。

## 基礎データ

### 所在地
- 千里山キャンパス（大阪府吹田市山手町）
- 高槻キャンパス（大阪府高槻市霊仙寺町）

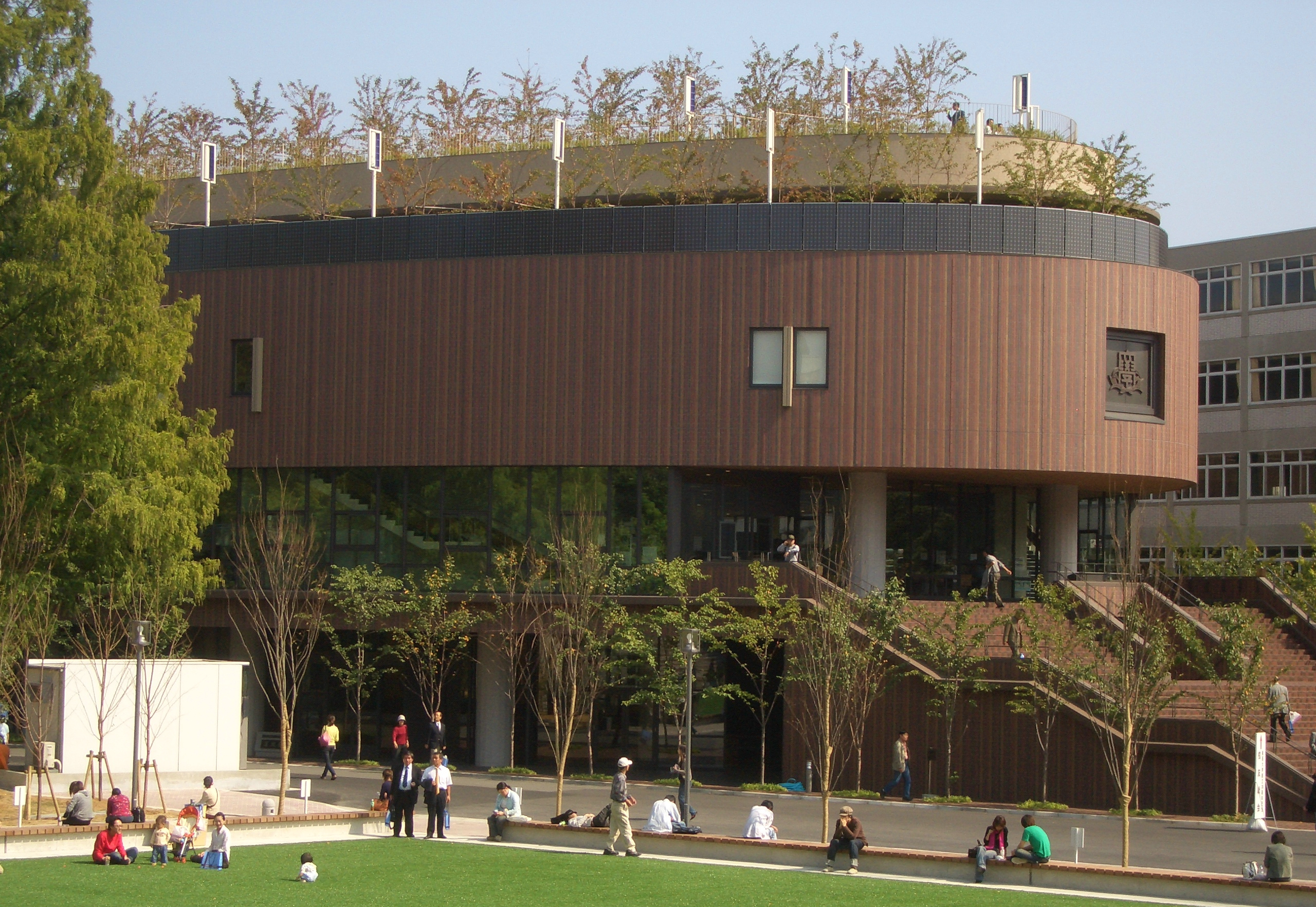
総合学生会館 凜風館

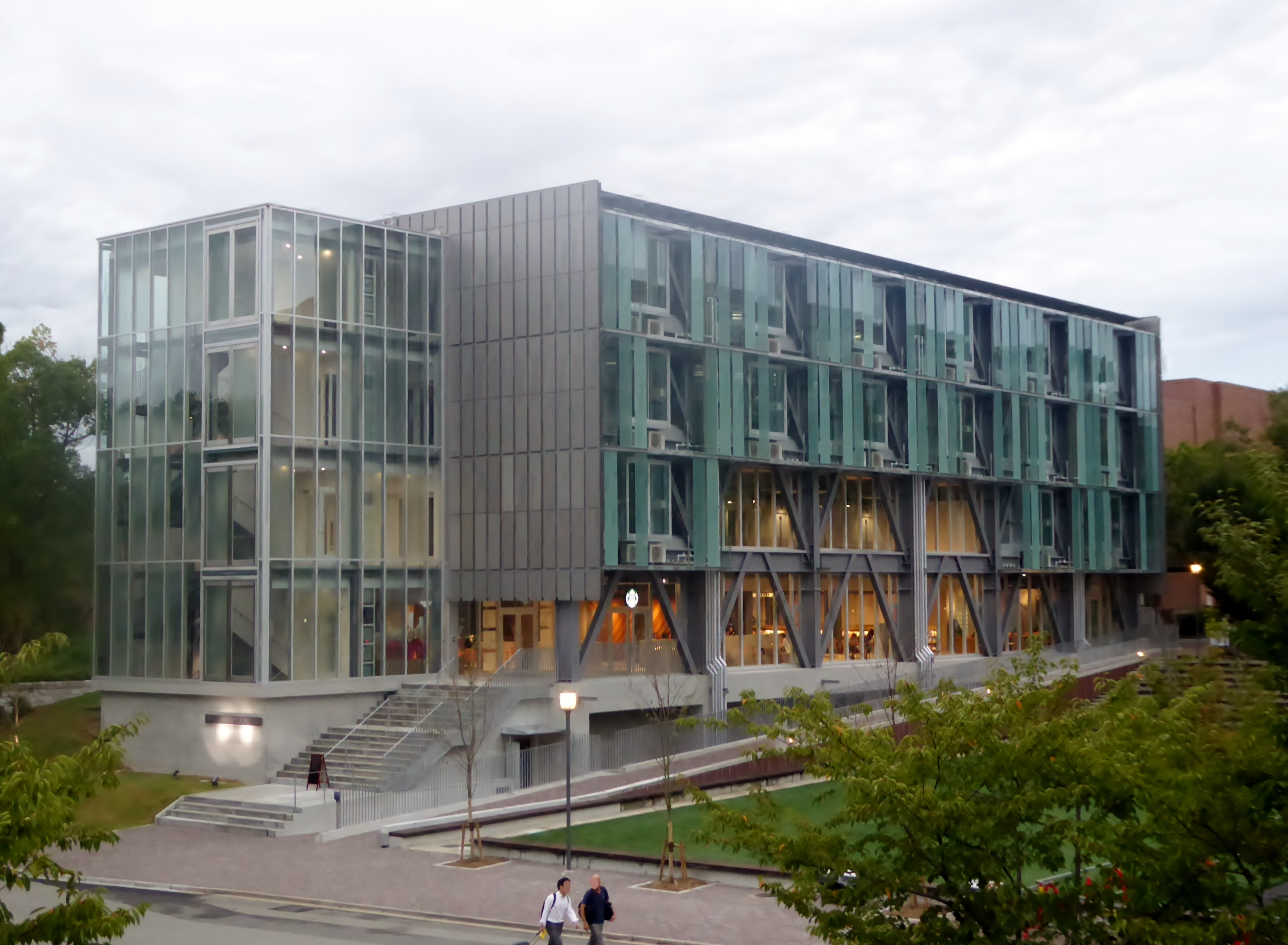
イノベーション創成センター

- 高槻ミューズキャンパス（大阪府高槻市白梅町）
- 堺キャンパス（大阪府堺市堺区）
- 吹田みらいキャンパス（大阪府吹田市山田南）
- 梅田キャンパス（大阪府大阪市北区）
- 東京センター（東京都千代田区丸の内サピアタワー）

### 象徴
スクールカラーは  紫紺である。

#### 校章
風雨に晒されながらも力強く生い茂っていく淀川の葦の葉をイメージしている。

#### ロゴマーク
校章を「SIGILLUM・UNIVERSITATIS・KANSAIENSIS・MDCCCLXXXVI」（印章・関西大学・1886年〈ラテン語〉）で囲んでいる。
1886年は同学の創立年である。第17代学長を務めた岩崎卯一が1915年（大正4年）に第1回海外留学生としてコロンビア大学に留学しているが、校章をラテン語で囲むのはアイビー・リーグの印章に因んだデザインとされ、当時の留学団が使用した印章のデザインである。

#### KUマーク
関西大学は2009年度から2013年度までコミュニケーション・マーク「Global 'KU'」とタグライン「THINK × ACT」（スィンク・バイ・アクト）を使用していた。コミュニケーションマークは、"Kansai University" の「K」と「U」の2文字を重ねて地球の形にデザインし、色はスクールカラーである紫紺を用いていた。2014年（平成26年）度にロゴマークが導入されたことにより大学では使用中止となったが、コミュニケーションマークについては関西大学初等部・中等部・高等部のマークとして、引き続き使用されることになった。

### 学歌・応援歌

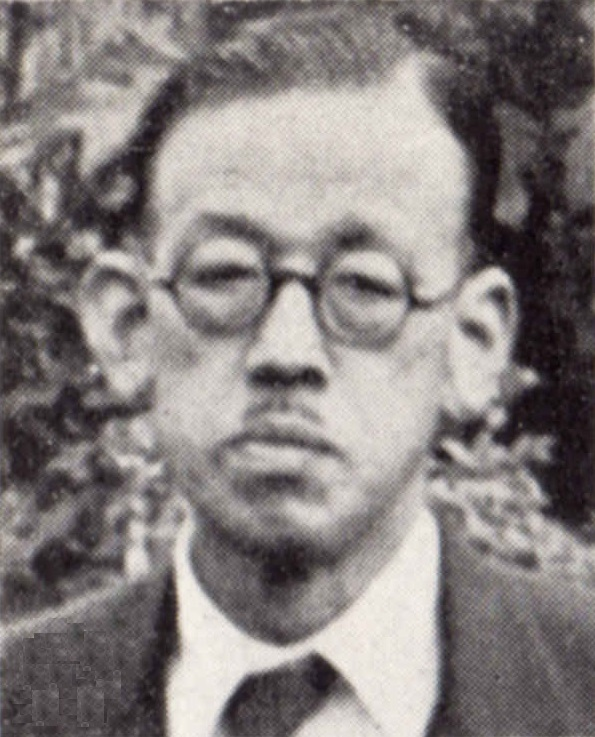
服部嘉香

学歌
関西大学では大学歌のことを「校歌」と呼ばずに「学歌」と呼ぶ。
「自然の秀麗 人の親和…」で始まる学歌は、1922年（大正11年）9月に関西大学が大学令による大学に昇格した後に制定された。
大正初期から「遥に高き生駒山…」で始まる校歌（池辺義象作詞、弘田龍太郎作曲）はあったが、時の総理事山岡順太郎が提唱する「学の実化」を受けて、新時代の学歌が待望されていた。
学歌は、同学教授であった服部嘉香が作詞し、服部の知人で作曲界の異才山田耕筰が作曲した。作詞に際して服部は山岡邸で総理事山岡および専務理事宮島綱男と3度にわたって協議を重ねた。校歌を学歌と呼ぶように注文をつけたのは山岡である。
山田耕筰は服部の歌詞を一読して「法学博士が二、三人寄って作り上げたような歌だな」との感想をもらしたが、内容的に硬い歌詞を作曲によってうまく補った。
その後、山田は歌唱上の制約から第3節の「自由の訓練 自治の発揮」を「自由の尊重 自治の訓練」と、第2節の「実化」を「じつげ」と歌うように指導し、それ以来、今日に至るまでその歌詞で歌われている。
応援歌
応援歌に「応援歌」「王者関大」「関大マグマ」などがある。いずれも関西大学応援団の団員たちが制作した歌、あるいは一般公募の中から選ばれた歌で、総合関関戦や大学祭の後夜祭などで学生たちによって歌われる。
なお、関大マグマは『マグマ大使』の主題歌の替え歌である。
その他
他にも「学生歌」「関西大学讃歌」「逍遥歌」などがある。

### マスコットキャラクター
フクロウ。ギリシア神話やローマ神話で学問・技芸・知恵を司る女神の使者、知の象徴とされている鳥。若者たちに学生生活の中で自分を見つめ直し、物事を自らの目と耳で感じ取り、創造力を育んでほしいという願いを大きな目と耳（羽角）を持つこの鳥に喩えた。

## 組織構成
| - 法学部 - 法学政治学科 - 文学部 - 総合人文学科 - 英米文学英語学専修 - 英米文化専修 - 国語国文学専修 - 哲学倫理学専修 - 比較宗教学専修 - 芸術学美術史専修 - フランス学専修 - ドイツ学専修 - 日本史・文化遺産学専修 - 世界史専修 - 地理学・地域環境学専修 - 中国学専修 - 教育文化専修 - 初等教育学専修 - 心理学専修 - 情報文化学専修 - 映像文化専修 - 文化共生学専修 - アジア文化専修 - 2年次に専修に分属 - 経済学部 - 経済学科 - 経済理論専修 - 金融・会計専修 - 公共経済専修 - 歴史・社会専修 - 産業・企業経済専修 - 国際経済専修 - 統計・情報処理専修 - 2年次秋学期に専修に分属 - 商学部 - 商学科 - 流通専修 - ファイナンス専修 - 国際ビジネス専修 - マネジメント専修 - 会計専修 - 3年次に専修に分属 - 社会学部 - 社会学科 - 社会学専攻 - 心理学専攻 - メディア専攻（2013年度にマス・コミュニケーション学専攻が名称変更） - 社会システムデザイン専攻 - 政策創造学部 - 政策学科 - 国際政治経済専修 - 政治・政策専修 - 地域・都市専修 - 組織・経営専修 - 2年次秋学期に専修に分属 - 国際・アジア法政策学科（2013年度に設置） - アジア法履修モデル - 国際アジア法履修モデル - 欧米法履修モデル - 外国語学部 - 外国語学科 - 主専攻言語 - 英語 - 中国語 - 履修プログラム（3年進級時に選択。2つ以上のプログラムを修了することも可能） - 言語コミュニケーション教育 - 言語分析 - 地域言語文化 - 異文化コミュニケーション - 通訳翻訳 - 専修（2012年度以前の入学生が対象） - 英語教育専修 - 中国言語文化専修 - 外国語コミュニケーション専修 - 人間健康学部 - 人間健康学科 - スポーツと健康コース - 福祉と健康コース - 2年次にコースに分属 - 総合情報学部 - 総合情報学科 - 社会安全学部 - 安全マネジメント学科 - 社会災害マネジメントコース - 自然災害マネジメントコース - 2年次秋学期にコースに分属 - システム理工学部 - 数学科 - 物理・応用物理学科 - 基礎・計算物理コース - 応用物理コース - 3年次にコースに分属 - 機械工学科 - 機械科学コース - 機械システムコース - 3年次にコースに分属 - 電気電子情報工学科 - 電気電子工学コース - 情報通信工学コース - 応用情報工学コース - 3年次にコースに分属 - 環境都市工学部 - 建築学科 - 都市システム工学科 - 都市デザインコース - 都市環境計画コース - 都市情報システムコース - 2年次にコースに分属 - エネルギー環境・化学工学科 - エネルギー工学コース - 環境化学コース - 3年次にコースに分属 - 化学生命工学部 - 化学・物質工学科 - マテリアル科学コース - 応用化学コース - バイオ分子化学コース - 2年次にコースに分属 - 生命・生物工学科 - 生命科学コース - 生物工学コース - 3年次にコースに分属 - ビジネスデータサイエンス学部 - 留学生別科（日本語・日本文化教育プログラム進学コース） | - 法学研究科（博士前期課程・博士後期課程） - 法学・政治学専攻 - 前期課程のコース - 法政研究コース - 企業法務コース - 公共政策コース - 文学研究科（博士前期課程・博士後期課程） - 総合人文学専攻 - 前期課程の専修 - 英文学専修 - 英米文化専修 - 国文学専修 - 哲学専修 - 芸術学美術史専修 - 日本史学専修 - 世界史学専修（旧・西洋史学・アジア史学専修） - ドイツ文学専修 - フランス文学専修 - 中国文学専修 - 地理学専修 - 教育学専修 - 文化共生学専修 - 身体文化専修 - 映像文化専修 - 後期課程の専修 - 英文学専修 - 国文学専修 - 哲学専修 - 史学専修 - ドイツ文学専修 - フランス文学専修 - 中国文学専修 - 地理学専修 - 教育学専修 - 経済学研究科（博士前期課程・博士後期課程） - 経済学専攻 - 前期課程のコース - プロジェクトコース - アカデミックコース - 商学研究科（博士前期課程・博士後期課程） - 前期課程 - 商学専攻 - 研究者コース - 専門職コース - 後期課程 - 商学専攻 - 会計学専攻 - 社会学研究科（博士前期課程・博士後期課程） - 社会学専攻 - 前期課程のコース - 専門研究コース - 課題研究コース - 社会システムデザイン専攻 - マス・コミュニケーション学専攻 - 外国語教育学研究科（博士前期課程・博士後期課程） - 外国語教育学専攻 - 博士前期課程の領域：外国語教育学領域、異文化コミュニケーション学領域、通訳翻訳学領域 - 心理学研究科（博士前期課程・博士後期課程） - 博士前期課程 - 認知・発達心理学専攻 - 社会心理学専攻 - 博士後期課程 - 心理学専攻 - 専門職学位課程 - 心理臨床学専攻（臨床心理専門職大学院） - 学校・教育コース - 医療・福祉コース - 産業・キャリアコース 2年次にコースを選択。 - 東アジア文化研究科（博士前期課程・博士後期課程） - 文化交渉学専攻 研究領域：東アジアの言語と表象、東アジアの思想と構造、東アジアの歴史と動態 - 修了者には日本で唯一の博士（文化交渉学）が授与される。 - ガバナンス研究科（修士課程） - ガバナンス専攻 - 法務研究科（専門職学位課程、法科大学院） - 法学既習者コース（修了年限2年） - 法学未習者コース（修了年限3年） - 会計研究科（専門職学位課程、会計専門職大学院） - 理工学研究科（博士前期課程・博士後期課程） - 前期課程 - システムデザイン専攻（博士前期課程） - 数学分野 研究領域：コホモロジー的数理、確率・統計 - 物理・応用物理学分野 研究領域：基礎・計算物理、光学・応用物理 - 機械工学分野 研究領域：応用物理、流体工学・バイオメカニクス、材料工学、トライボロジー・情報マイクロメカトロニクス、熱工学、生産加工システム、機械力学・制御工学、計測システム、ロボット・マイクロシステム、人間・生体情報工学 - 電気電子情報工学分野 研究領域：電気工学、機能性材料・デバイス、情報通信工学、システム情報学、メディア処理工学、知能ソフトウェア工学 - ソーシャルデザイン専攻（博士前期課程） - 建築学分野 研究領域：構造系、計画系、環境系、地域再生学 - 都市システム工学分野 研究領域：地球環境系、設計建設系、計画マネジメント系、情報システム系、地域再生学 - エネルギー・環境工学分野 研究領域：エネルギー工学、環境化学 - ライフ・マテリアルデザイン専攻（博士前期課程） - 化学・物質工学分野 研究領域：金属材料設計、金属材料プロセス、金属・無機材料物性、無機・物理化学、有機化学、高分子化学、生体材料化学、生体機能分子化学 - 生命・生物工学分野 研究領域：生命・医薬、環境、食品 - 博士後期課程 - 総合理工学専攻 研究領域：コホモロジー的数理、確率・統計、基礎・計算物理、光学・応用物理、応用物理、流体工学・バイオメカニクス、材料工学、トライボロジー・情報マイクロメカトロニクス、熱工学、生産加工システム、機械力学・制御工学、計測システム、ロボット・マイクロシステム、人間・生体情報工学、電気工学、機能性材料・デバイス、情報通信工学、システム情報学、メディア処理工学、知能ソフトウェア工学、構造系、計画系、環境系、地域再生学、地球環境系、設計建設系、計画マネジメント系、情報システム系、エネルギー工学、環境化学、金属材料設計、金属材料プロセス、金属・無機材料物性、無機・物理化学、有機化学、高分子化学、生体材料化学、生体機能分子化学、生命・医薬、環境、食品 - 総合情報学研究科（博士前期課程、博士後期課程） - 博士前期課程 - 社会情報学専攻 - 知識情報学専攻 - 博士後期課程 - 総合情報学専攻 - 社会安全研究科（博士前期課程、博士後期課程） - 防災・減災専攻 |

## 附属機関
| - 東西学術研究所 - 言語接触研究班 - 近世近代日中文化交渉研究班 - 東アジア宗教儀礼研究班 - 非典籍出土資料研究班 - 比較信仰文化研究班 - 日本文学研究班 - 西洋文学における異文化交流研究班 - アジア文化研究センター - 文化交渉学研究拠点 - 経済・政治研究所 - 大阪の社会労働運動と政治経済研究班 - 東アジア経済・産業研究班 - 財政・社会保障制度研究班 - 地域社会と情報環境研究班 - 子どもの安全とリスク・コミュニケーション研究班 - ソシオネットワーク戦略研究機構 - 文部科学大臣認定「共同利用・共同研究拠点」 - データマイニング応用研究センター - 先端科学技術推進機構 - N（新物質・機能素子・生産技術）研究部門 - I（情報・通信・電子）研究部門 - B（生命・人間・ロボティクス）研究部門 - E（環境・エネルギー・社会）研究部門 - 戦略研究総合センター - 医工薬連携研究センター - 地域再生センター - 法学研究所 - 経済法研究班 - 地域主権研究班 - 例外状態と法研究班 - 欧州私法研究班 - 人権問題研究室 - 関西大学総合図書館 - EU情報センター (EUI) - 東体育館スポーツ専門図書室 - 関西大学博物館 - 高松塚古墳壁画再現展示室 - 大阪都市遺産研究センター - ITセンター - 教育推進部 - 共通教養教育推進委員会 - 教育開発支援センター - 教職支援センター - 研究推進部 - 社会連携部 - 産学官連携センター - 知財センター - 地域連携センター - 高大連携センター - 入試センター - 国際部 - 中国 - 北京オフィス（北京外国語大学） - 上海オフィス（復旦大学） - 台湾 - 台灣オフィス（正修科技大学） - ベルギー - 日本・EU研究センター（ルーヴェン大学） - タイ - バンコクオフィス（チュラロンコン大学） - ベトナム - ベトナムオフィス - 国際教育センター - 学生センター - ボランティアセンター - キャリアセンター - エクステンション・リードセンター - 学生相談・支援センター - 保健管理センター - 出版部 1947年設立。他大学の出版部などに見られるような独立した法人組織ではなく、学校法人関西大学の事務組織の一部局として位置づけられている。 - 外国語教育学研究科 英語教育連環センター | 研究 グローバルCOEプログラム グローバルCOEプログラム として、1件のプロジェクトが採択されている。 人文科学 - 東アジア文化交渉学の教育研究拠点形成（2007年） 私立大学戦略的研究基盤形成支援事業 採択件数 14件（平成20年度 - 23年度採択、全て「研究拠点を形成する研究」） 私立大学学術研究高度化推進事業 選定されたプロジェクトは27件に上り、全私立大学中ベスト3にランクされる。 学術フロンティア推進事業 学術フロンティア・センター ハイテク・リサーチ・センター整備事業 ハイテク・リサーチ・センター HRCテラビット級情報記憶研究ユニット HRCグリーンケミストリー研究ユニット オープン・リサーチ・センター整備事業 知識ネットワーク基盤センター 主な 競争的資金 の獲得状況 現代的教育ニーズ取組支援プログラム 農山村集落との交流型定住による故郷づくり 特色ある大学教育支援プログラム 質の高い大学教育推進プログラム 英語に強いプロアクティブ・リーダーの育成プログラム 大学院教育改革支援プログラム 関西大学EU－日本学教育研究プログラム |

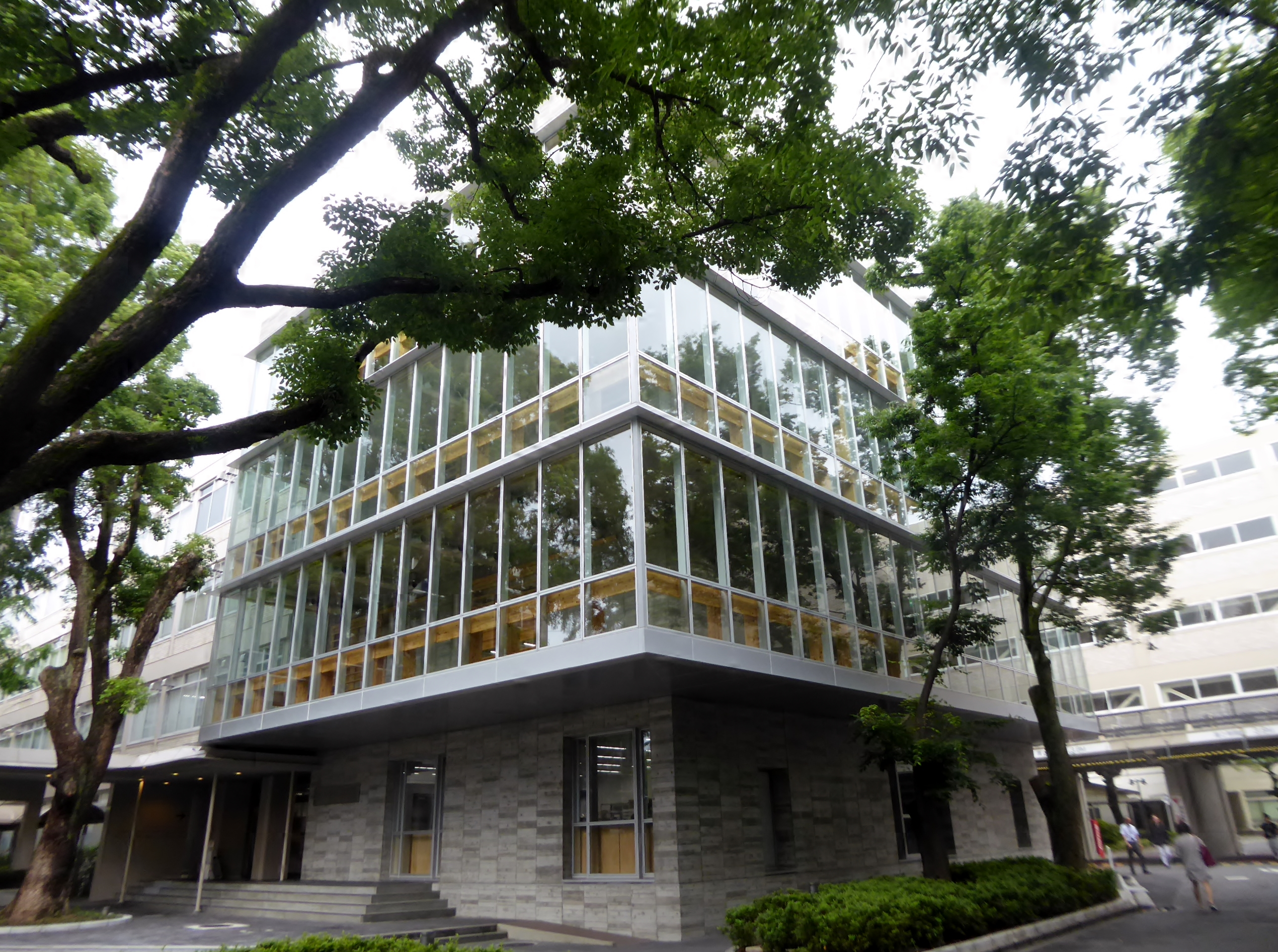
第四学舎1号館（理工系学部・研究科）

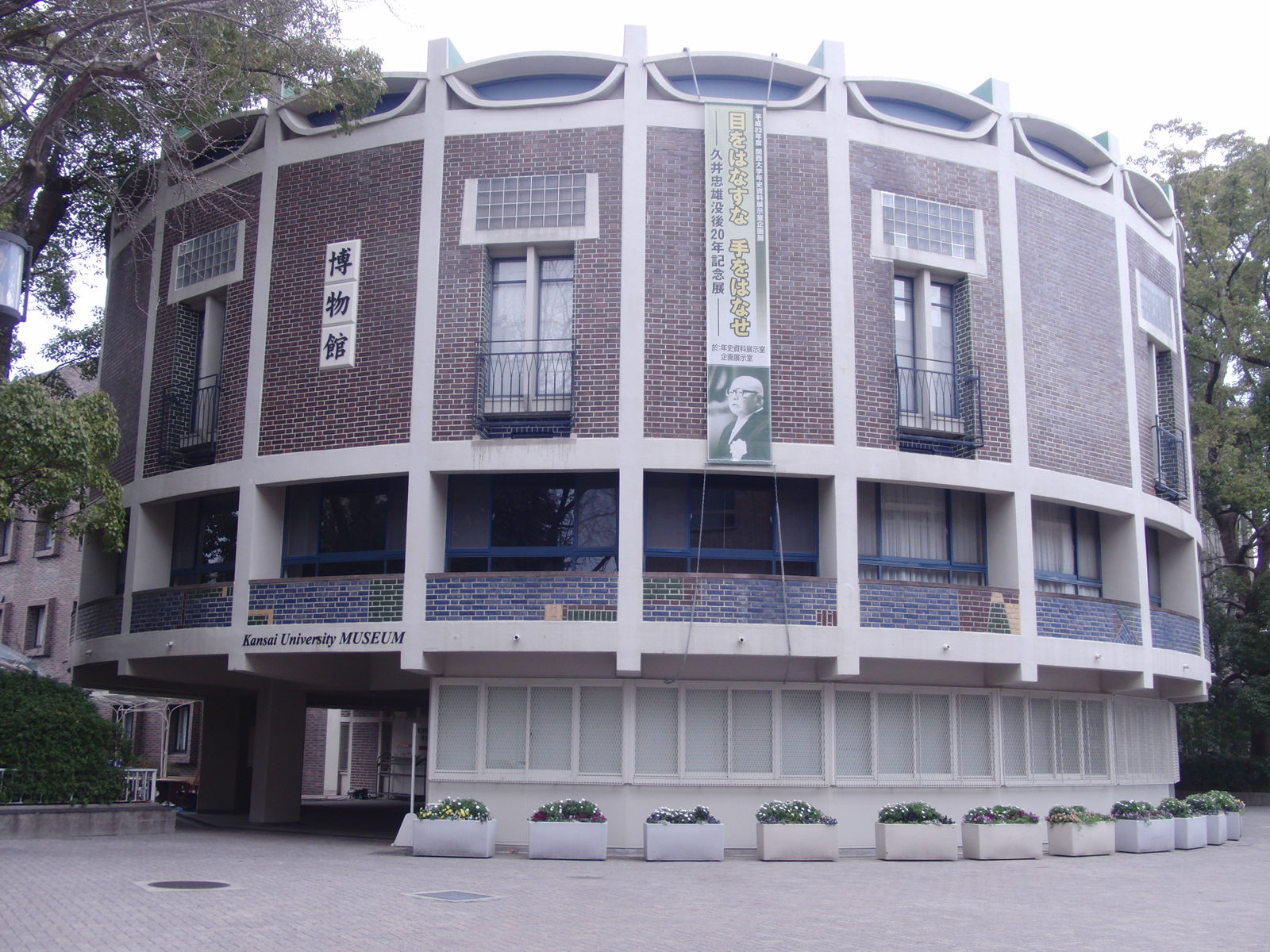
関西大学博物館

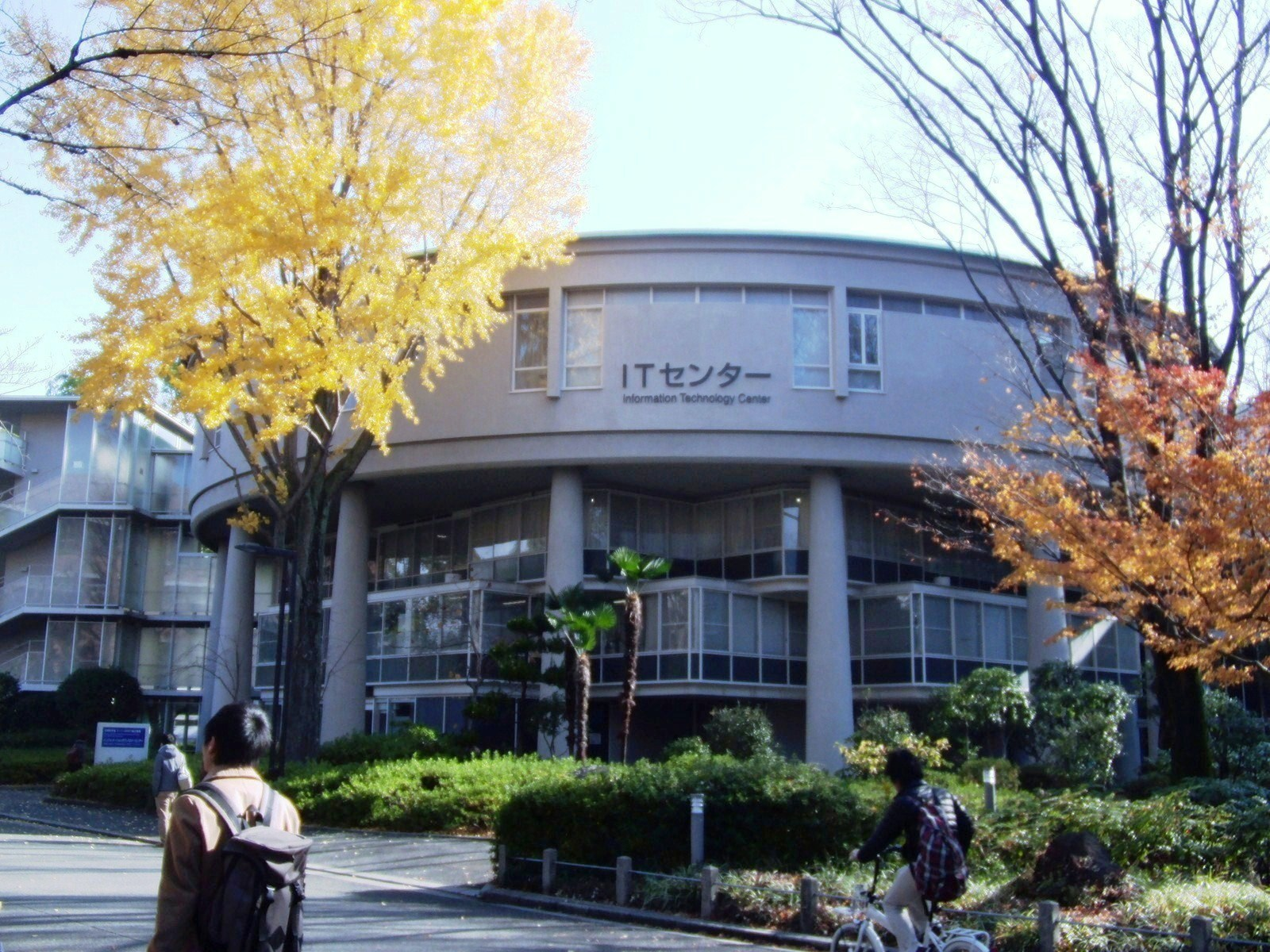
円神館（ITセンター）

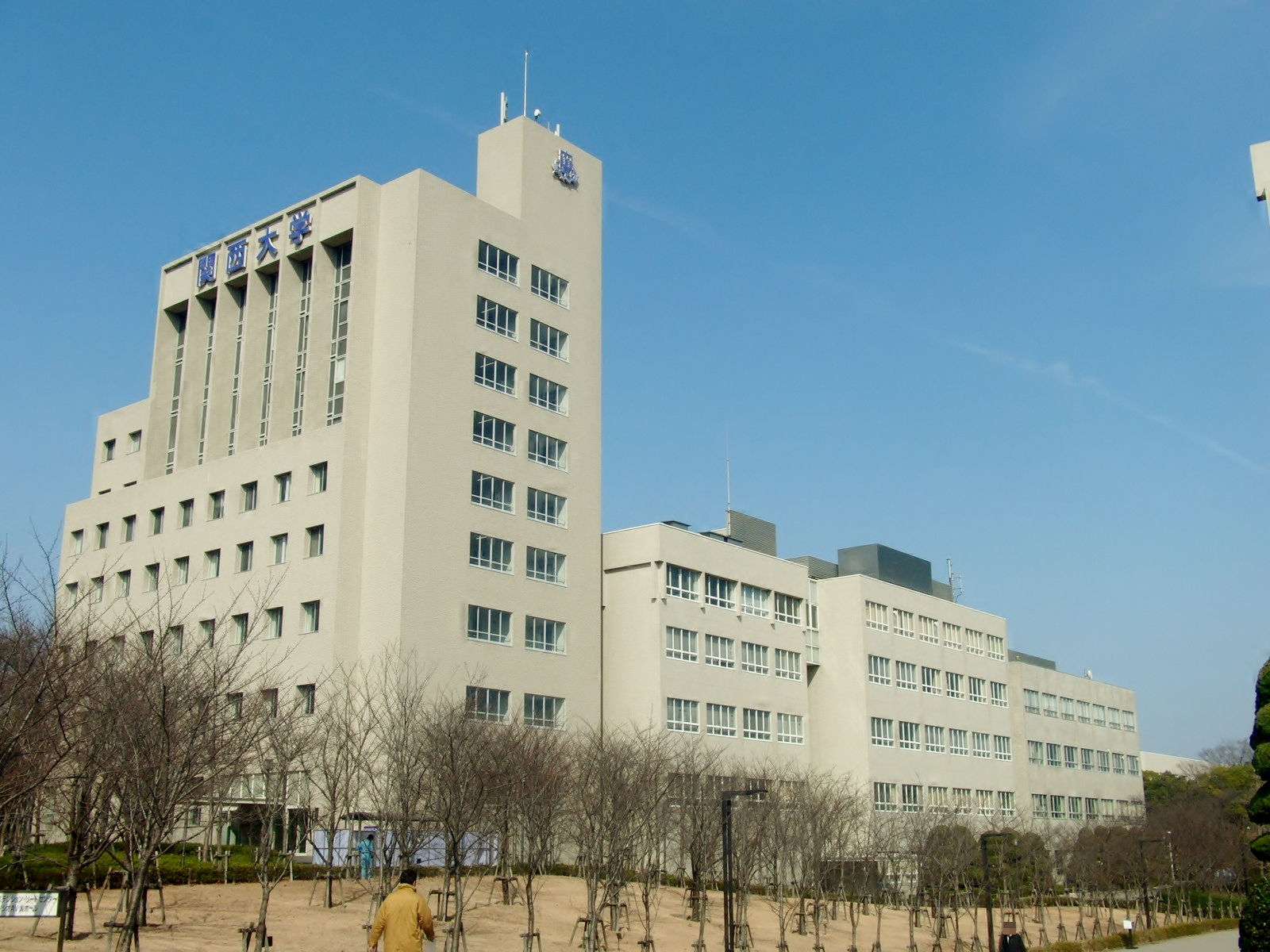
第三学舎（社会学部、エクステンション・リードセンター）

## 学生生活

### 学園祭
学園祭は「関西大学統一学園祭」と称し（略称は「学祭」）、例年11月上旬の4日間に渡り開催される。研究発表やミスター＆ミスキャンパスコンテスト、学外から著名人を招聘しての講演会やコンサートなど、様々な企画が催されている。また、サークルや学科などの有志学生は、模擬店での軽食の販売やパフォーマンスの披露を行う。大学当局は学生の主催であり大学の公式行事ではないという立場を取っている。2018年（平成30年）の統一学園祭には約10万人が来場した。

### 学術研究会
学部によっては学生と教員により組織される学術研究会がある。各々活動内容は異なるが、会報や学術誌の発行、過去問の配布などが主である。
法学会や経済学会では懸賞論文を募集しており、優秀とされる者については賞状と賞金を与えられ、うち法学会では、半世紀以上にわたって懸賞論文が行われており、会誌「関西大学法学会誌」において入賞者の氏名・論文名が掲載される。また、優秀賞受賞者については、その全文が掲載され、「法学会誌」が大学紀要としての性質を有していることから、受賞者のデータは国立国会図書館のデータベースに記録される。
受賞者からは、法曹・法学研究者を輩出し、主な受賞者として、大阪高等検察庁検事長の中尾巧や大阪府公安委員会委員長の栗原宏武（元大阪家庭裁判所所長・関西大学法科大学院名誉教授）らがいる。

### スポーツ
同学の応援歌の歌詞にも登場する「カイザー」（KAISER:ドイツ語で「皇帝」の意味）という愛称が、体育会のチーム名や体育会全体の統一名称として用いられている。
- 野球部は関西学生野球連盟に所属している。
- サッカー部は、関西学生サッカーリーグに所属している。
- ラグビー部は関西大学ラグビーフットボールリーグに所属している。
- アメリカンフットボール部は関西学生アメリカンフットボール連盟に所属している。
- バスケットボール部は関西学生バスケットボール連盟に所属している。
- 陸上部は箱根駅伝に1928年（昭和3年）、1930年（昭和5年）、1931年（昭和6年）に出場しており、これは関東学生陸上競技連盟所属校以外では最多である[45][注 11]。個人の活躍としては、中村有希が2017日本学生陸上競技個人選手権大会の女子100mHで優勝している[46]
- 探検部は1991年（平成3年）にタリム川をカヌーで航行し、タクラマカン砂漠の縦断に成功した[47]。
- アイススケート部は、オリンピック日本代表選手の髙橋大輔、織田信成、町田樹、宮原知子を輩出した。
- 日本オリンピック委員会ボクシング競技強化センターが凱風館に設置されている[48]。

#### 関関戦

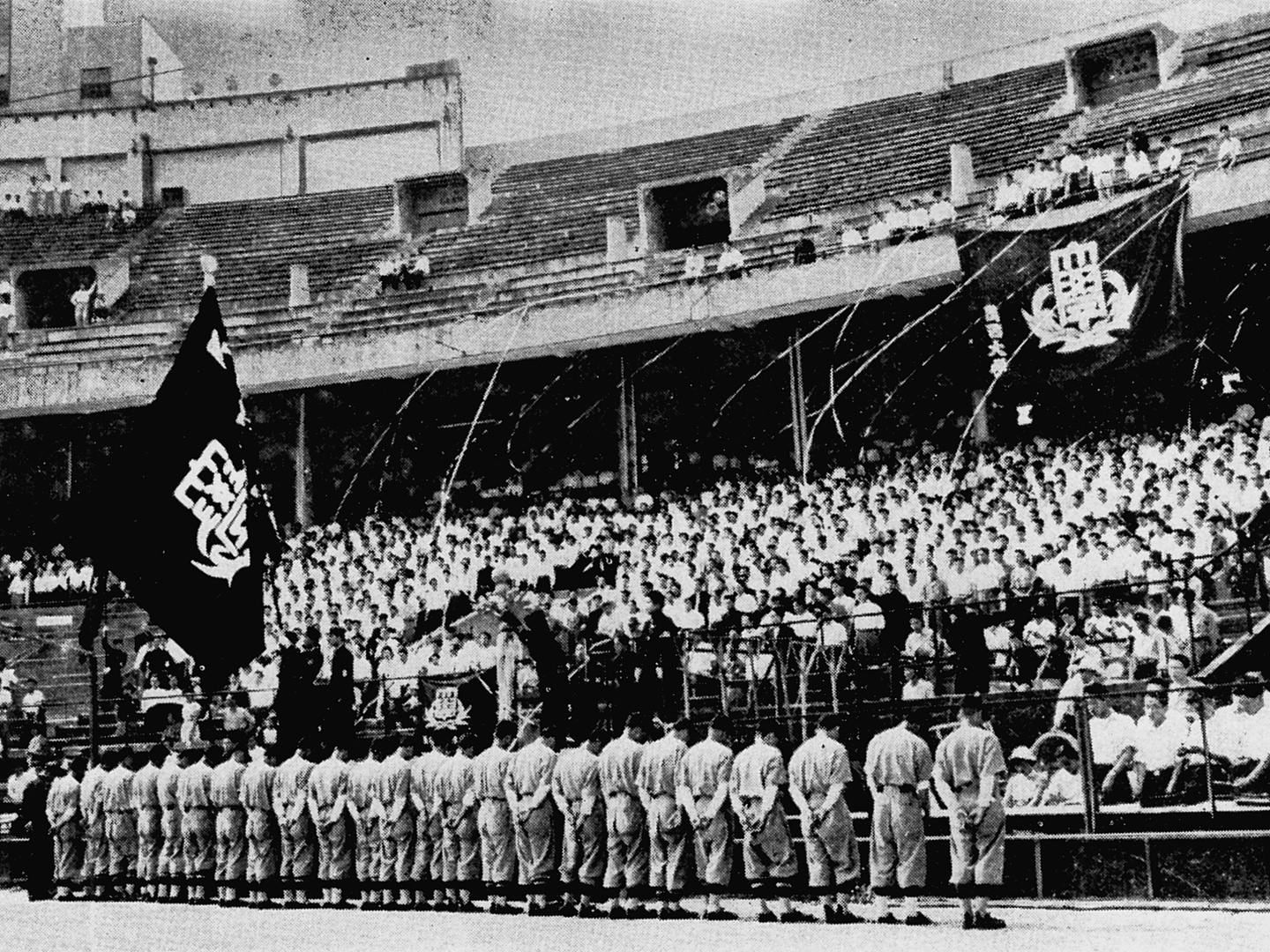
関関戦における関西大学野球部と関大応援団（1956年）

関西学院大学との対抗戦は、旧制大学時代から続いており、端艇部（ボート部）、陸上競技部、野球部、サッカー部など様々な運動部で開催されている。両大学では関西大学の「関」と関西学院大学の「関」を取って、関関戦と呼ぶ。また、単に相手校の名を冠して関学戦と呼ぶこともある。1978年（昭和53年）からは総合関関戦も開催されている。

#### その他の対抗戦
- 関大・法大対抗戦 - 法政大学との対抗戦。1924年（大正13年）から1939年（昭和14年）に中断されるまで、15回にわたって行われた[52]。
- 京関・早慶対抗戦 - 1937年（昭和12年）から1951年（昭和26年）まで行われた京都大学と関西大学の連合軍と、早稲田大学と慶應義塾大学の連合軍との東西対抗戦[53]。

## 大学関係者

### 同窓会組織
関西大学の同窓会・親睦会組織は「関西大学校友会」と称し、関西大学卒業生で構成される。1897年（明治30年）に発足し、1911年（明治44年）に最初の支部となる東京支部が開設されて以降、支部開設が相次ぎ、1941年（昭和16年）の時点で国内26か所、国外11か所（大連、台湾、朝鮮、奉天、新京、上海等）にまで拡大した。戦後はニューヨーク、パリ、サンパウロ等でも発足し、現在では都道府県別や市区町村別の地域支部、海外支部、企業別、業種別の職域会、ゼミOB会など、様々な団体組織が存在する（現在、250団体、会員数約40万人）。

#### 機関誌『關大』
校友会が発行する大学機関誌。
1955年（昭和30年）5月に一般紙と同じ新聞形式の月刊紙として創刊以来、1998年（平成10年）3月までは年11回、以降は年6回、更に2004年（平成16年）からはA4判オールカラーの冊子形式に体裁変更し、2015年（平成27年）5月に創刊60周年を迎えた。

## 施設

### 現在のキャンパス

#### 千里山キャンパス

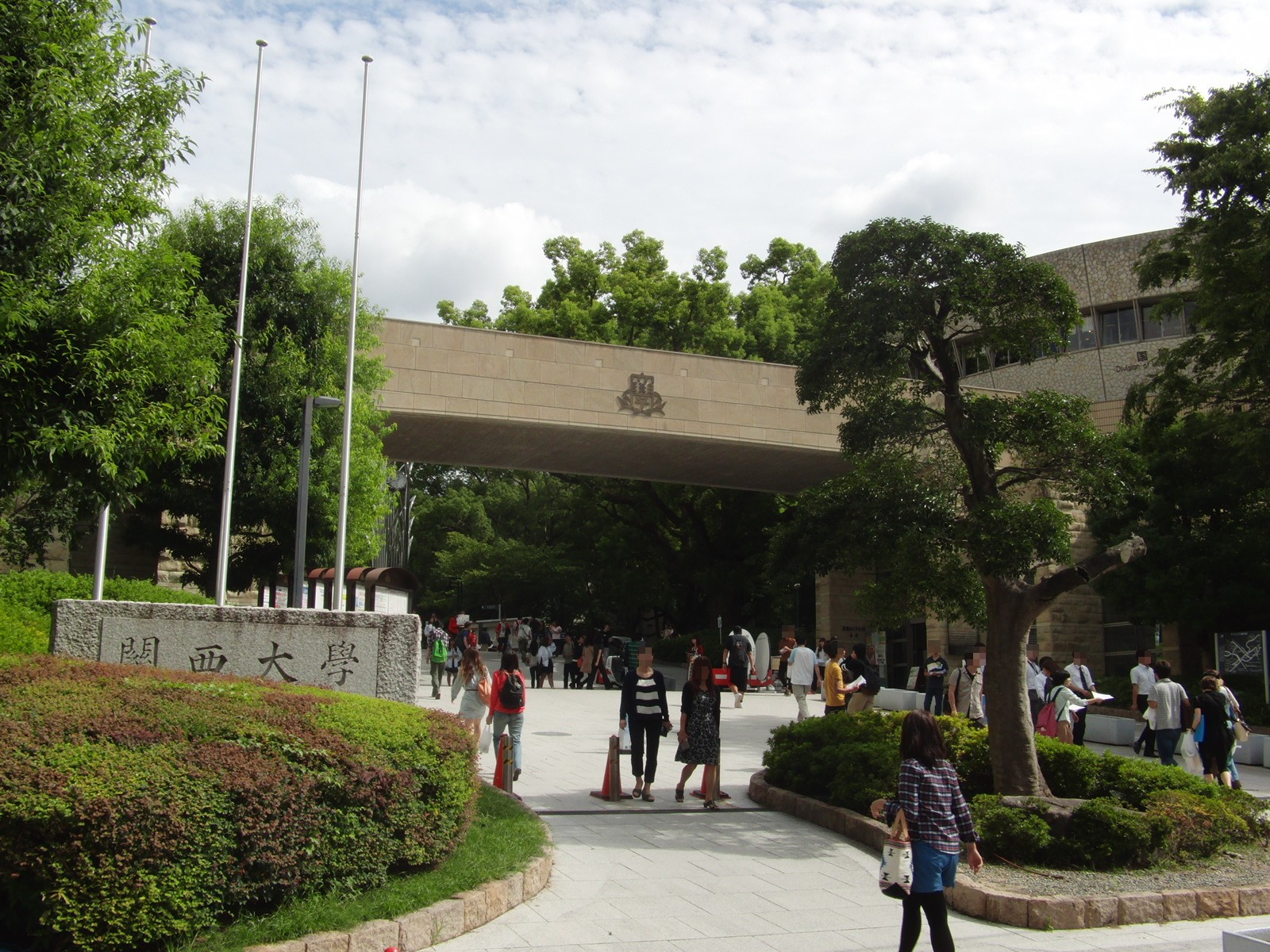
千里山キャンパス

大阪府吹田市山手町に位置し、同一キャンパス内に10学部・大学院11研究科・3専門職大学院が立地している。北大阪電気鉄道（現在の阪急電鉄千里線）の開業に合わせ、阪神間モダニズムの影響を受けて日本初となる田園都市として、千里山駅の西側一帯で計画的に開発された高級住宅地の千里山住宅地に1922年（大正11年）竣工された。太平洋戦争時には帝国陸軍に千里山キャンパスが接収され、軍部の諸施設に転用されたため、学舎はアメリカ海軍の艦載機による機銃掃射で損傷を受けた。戦後は、1950年（昭和25年）に千里山遊園跡地を買い受けた他、学舎の多くが建築家村野藤吾により設計され、そのうち簡文館 が2007年（平成19年）7月に登録有形文化財に登録された。キャンパスの南部には名神高速道路が横断しており、その北側にキャンパスの大部分が集中している。

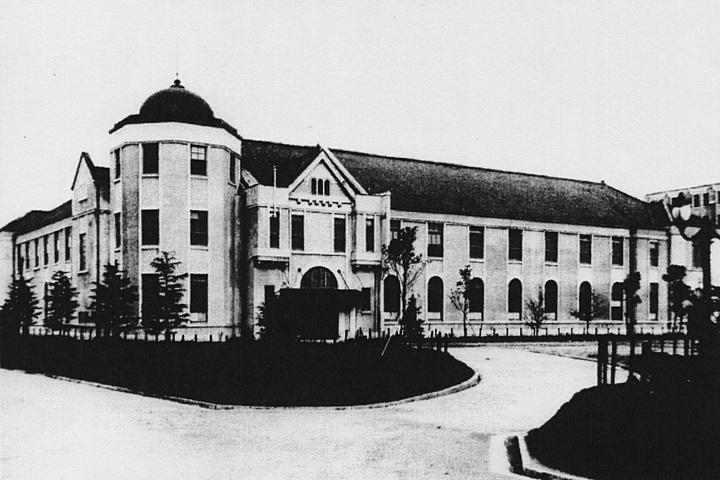
以文館（1927年）

- 使用学部：法学部、文学部、外国語学部、経済学部、商学部、社会学部、政策創造学部、システム理工学部、環境都市工学部、化学生命工学部
- 使用研究科：法学研究科、文学研究科、経済学研究科、商学研究科、社会学研究科、外国語教育学研究科、理工学研究科、心理学研究科、東アジア文化研究科、ガバナンス研究科、法科大学院（法務研究科）、会計専門職大学院（会計研究科）、臨床心理専門職大学院（心理学研究科心理臨床学専攻）
- 使用附属施設：エクステンション・リードセンター、関西大学総合図書館[61]、関西大学博物館、スターバックス[62] 、ファミリーマートなど。
- 敷地面積：316,968.66㎡
- 所在地：大阪府吹田市千里山東3丁目10

- 交通アクセス：

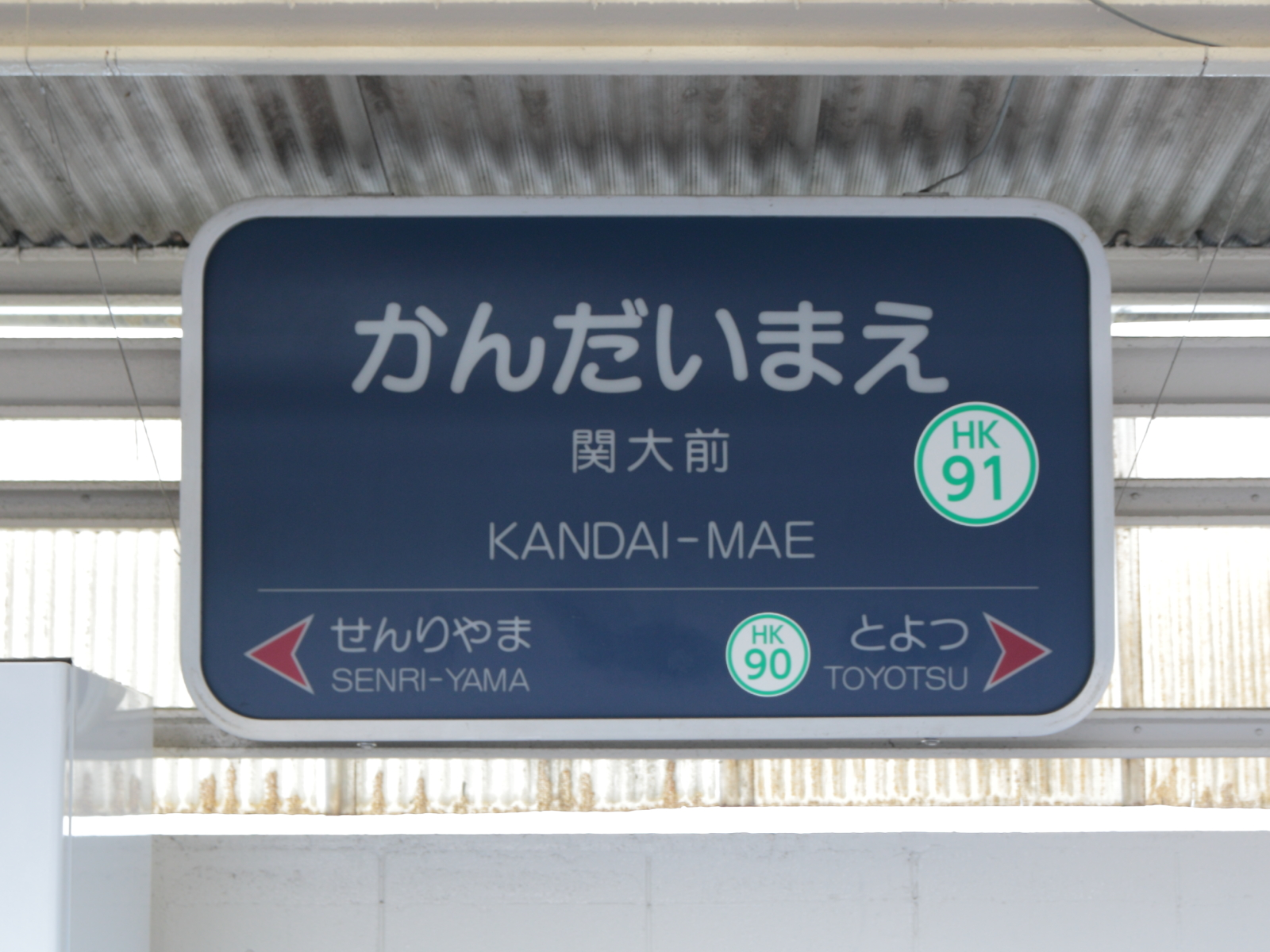
阪急電鉄関大前駅

阪急千里線関大前駅下車、駅北口から正門まで徒歩約5分、西門（第3学舎にエスカレーターを経て至近）まですぐ。駅南口から南門まですぐ。
阪急千里線千里山駅下車、駅から北門（第1学舎に至近）まで徒歩約9分。
以文館
1927年（昭和2年）、住友財閥より住友合資会社（大阪府東区北浜）の本社社屋の建物を受贈、移築して大学本館とした。この建物は、現在の三井住友銀行大阪本店ビル（旧 住友ビルディング）南側の敷地にあったもので、建物の寄贈については山岡順太郎総理事や喜多村桂一郎理事の尽力が大きかった。1954年（昭和29年）、老朽化のため解体されたが、2003年（平成15年）に法科大学院の学舎として建築された以文館は、この大学本館をモチーフに建築され、象徴であった八角形ドームのデザインが取り入れられている。（詳細は、「関西大学大学院法務研究科」を参照）
威徳館

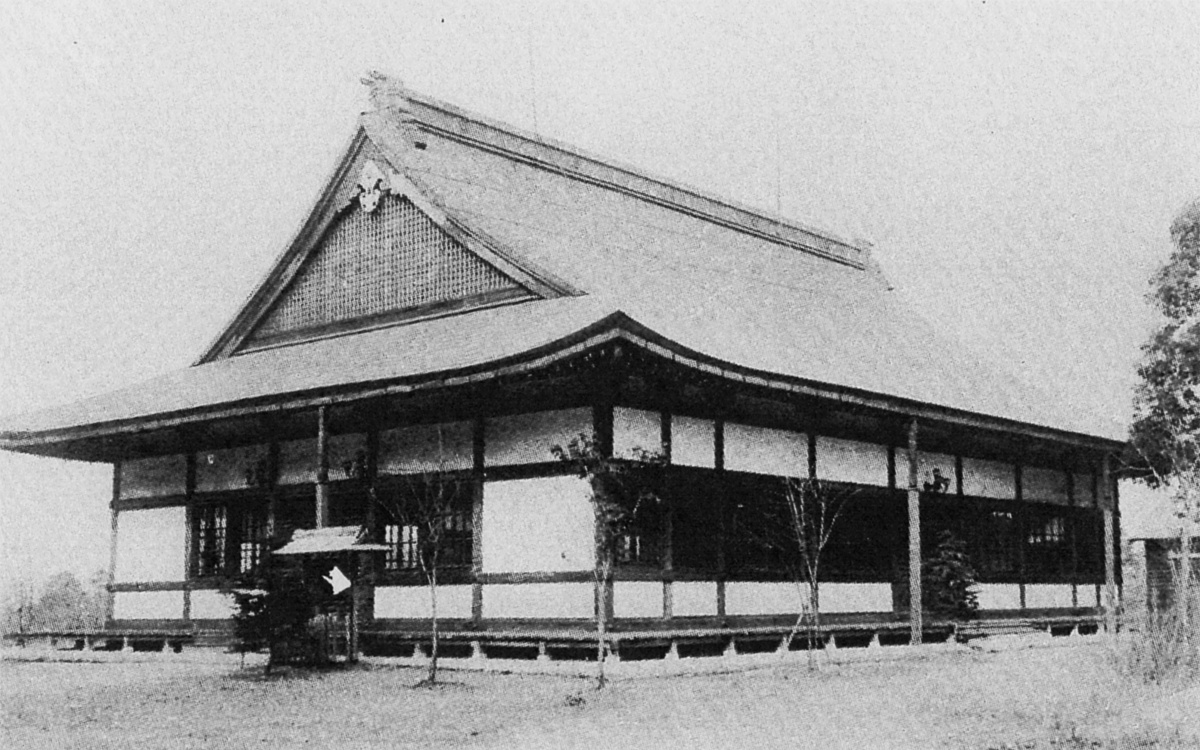
威徳館（1932年）

1928年（昭和3年）、京都で昭和天皇の即位の礼が行われ、京都御苑内に白木造りの饗宴場が造営された。即位大礼後に建物はすみやかに解体され、観心寺（大阪府河内長野市）、橿原神宮（奈良県 橿原市）と共に関西大学へ下賜され、1932年（昭和7年）2月、大学本館の北側に講堂兼武道場の「威徳館」として竣工した。学生1千人を収容でき、入学式や卒業式などのほか柔剣道の演舞場、さらに戦後は大教室としても使われたが、1953年（昭和28年）末に新学舎建設のため解体された。現在、この場所には第1学舎（法文学舎）が建っている。威徳館の建物は再度移築され、近隣の千里寺の本堂として現存している。

#### 高槻キャンパス

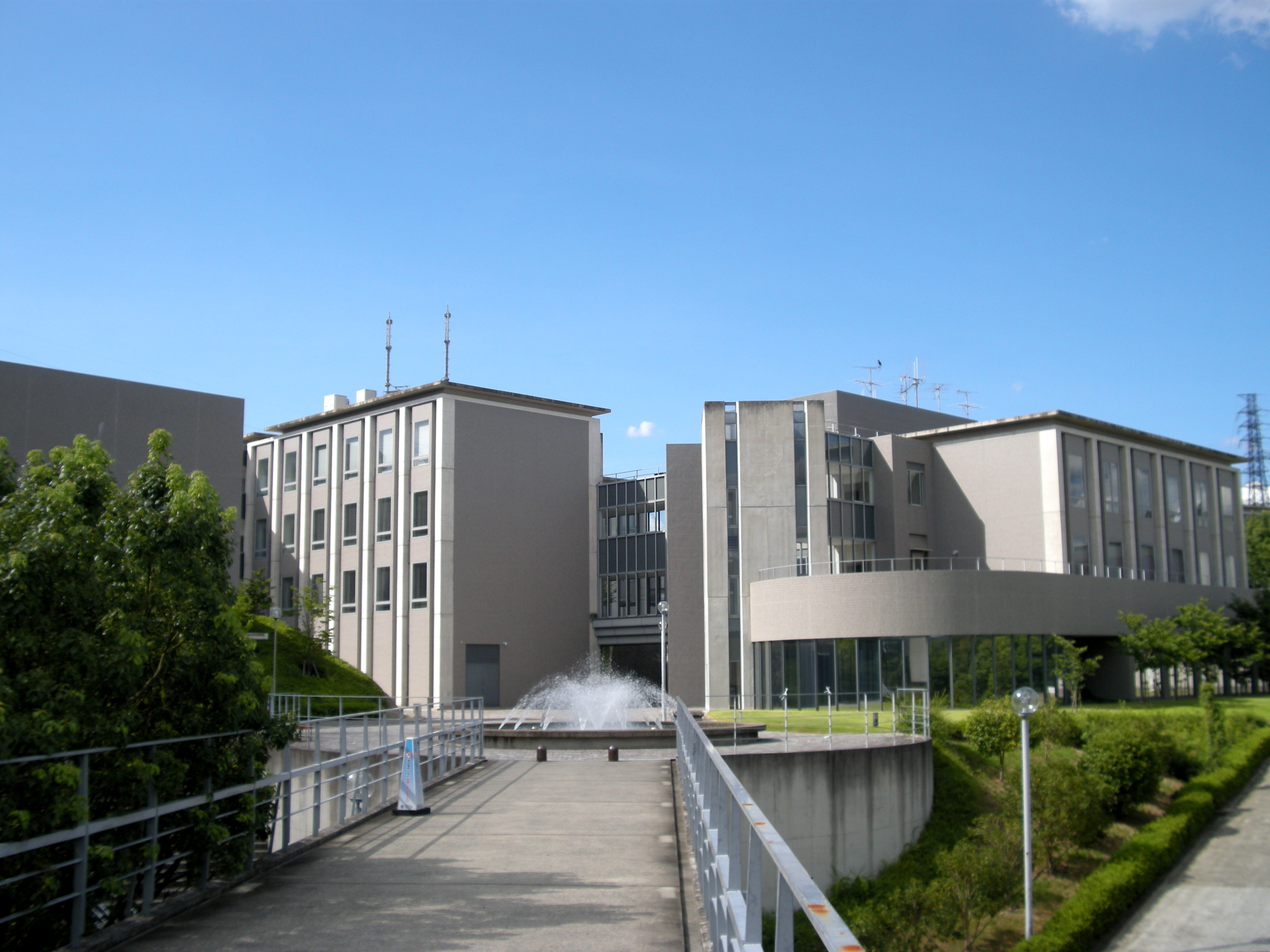
高槻キャンパス

大阪府高槻市霊仙寺町2丁目1番1号に所在。1993年（平成5年）竣工、テレビスタジオおよび関連設備を有している。国内の大学としては初の国際競技規格の通年型アイスアリーナが創立120周年記念事業の一環として、課外活動振興に伴う環境整備のために建設された。大学行事、正課体育、アイスホッケー部、アイススケート部および第一高等学校課外活動の活動拠点となるとともに、併せて、他大学の練習場として、また、近隣の小・中・高等学校の課外行事での利用などに対しても施設を開放している。
- 使用学部：総合情報学部
- 使用研究科：総合情報学研究科
- 使用附属施設：馬場、ゴルフ練習場、スタジオ、関西大学 たかつき アイスアリーナ
- 敷地面積：477,499.49㎡
- 所在地：大阪府高槻市霊仙寺町2丁目1-1
- 交通アクセス：阪急京都本線富田駅・JR京都線（東海道本線）摂津富田駅下車、市営バス「関西大学」「萩谷」「萩谷総合公園」行き約20分。阪急京都本線高槻市駅・JR京都線（東海道本線）高槻駅下車、市営バス「関西大学」行き約25分。

#### 高槻ミューズキャンパス

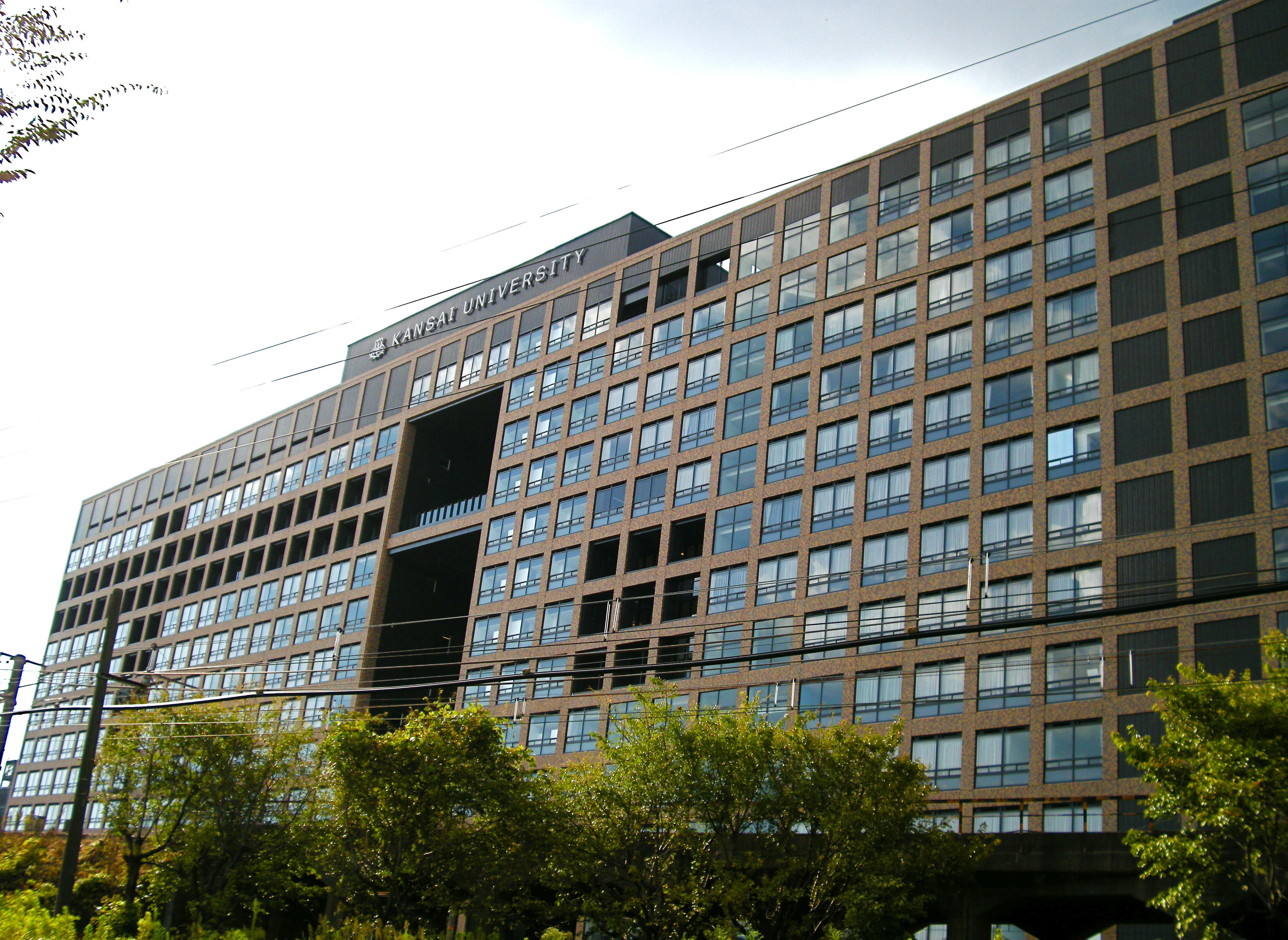
高槻ミューズキャンパス

大阪府高槻市白梅町(JR高槻駅北東地区のユアサコーポレーション工場跡地)に都市再生緊急整備地域の指定に基づくJR高槻駅北東地区開発事業の一環として2010年（平成22年）に竣工。
関西大学初等部・中等部・高等部を併設する。キャンパス名は、ギリシャ神話の学芸の女神「MUSE（ミューズ）」に由来する。
- 使用学部：社会安全学部
- 使用研究科：社会安全研究科
- 使用附属施設：安全ミュージアム、生涯学習センター、エクステンション・リードセンター
- 敷地面積：17,583.98㎡
- 所在地：大阪府高槻市白梅町7-1
- 交通アクセス：高槻駅から徒歩約5分、阪急京都本線高槻市駅から徒歩約10分。

#### 堺キャンパス

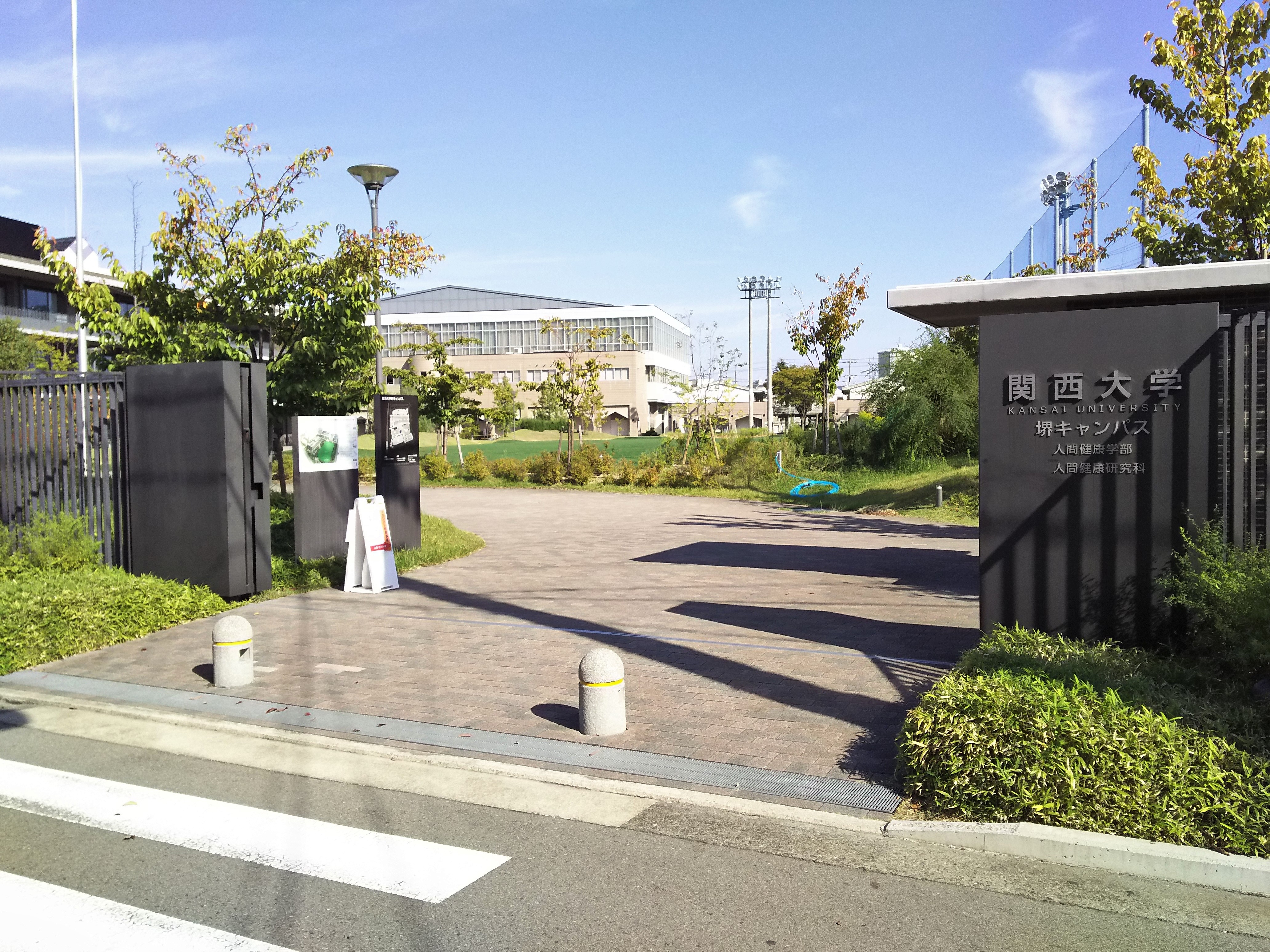
堺キャンパス

大阪府堺市堺区香ヶ丘町に所在。堺市立商業高等学校跡地に2010年（平成22年）竣工。
- 使用学部：人間健康学部
- 使用研究科：人間健康研究科
- 使用附属施設：体育館
- 敷地面積：30,305.72㎡
- 所在地：大阪府堺市堺区香ヶ丘町1丁11番1号
- 交通アクセス：南海高野線浅香山駅下車、徒歩約5分。

#### 吹田みらいキャンパス
大阪府吹田市山田南に所在。武田薬品工業が研修施設として所有していた建物を利用。
- 使用学部：ビジネスデータサイエンス学部（仮称・2025年4月開設予定）
- 使用附属施設：国際学生寮など。
- 敷地面積：約75,000㎡
- 所在地：大阪府吹田市山田南50-2
- 交通アクセス：JR京都線（東海道本線）岸辺駅で下車、徒歩約18分。

#### 梅田キャンパス
大阪府大阪市北区鶴野町に所在。2016年（平成28年）竣工したサテライトキャンパス。
- 使用研究科：会計研究科
- 使用附属施設：キャリアセンター梅田オフィス、KANDAI Me RISE 倶楽部、スターバックス[67] など。
- 交通アクセス：阪急大阪梅田駅下車徒歩5分、JR大阪駅下車徒歩8分、阪神大阪梅田駅下車徒歩11分。Osaka Metro御堂筋線梅田駅下車徒歩6分、Osaka Metro谷町線東梅田駅下車徒歩9分、Osaka Metro四つ橋線西梅田駅下車徒歩13分。

### 閉鎖されたキャンパス
江戸堀学舎

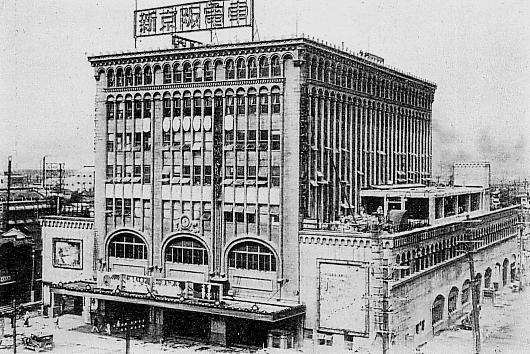
1930年頃の新京阪鉄道天神橋駅。1929年（昭和4年）、天神橋筋六丁目（通称：天六 ）にあった駅の北東（写真の右奥）に天六学舎が建設された。

大阪府大阪市西区江戸堀に1903年（明治36年）竣工。1906年（明治39年）、大阪市電敷設のため校地を大阪市へ売却。福島学舎へ移転。
福島学舎
大阪府大阪市北区上福島に1906年（明治39年）竣工。江戸堀校舎の建物を移築。1929年（昭和4年）、鉄道省より東海道本線拡幅高架化を受けて閉鎖。天六学舎へ移転。
天六学舎

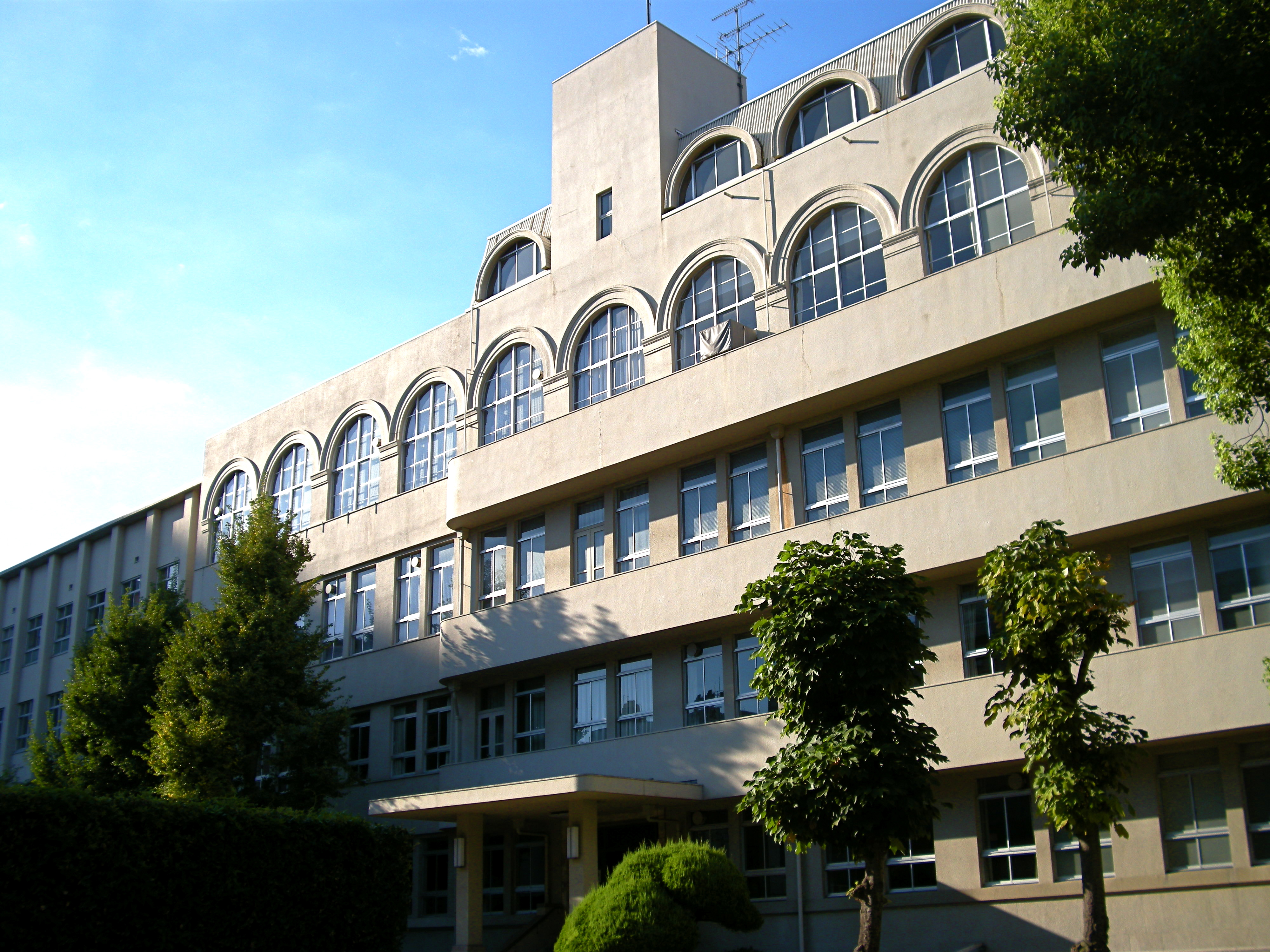
天六学舎の旧大学本部（1935年竣工、5階は戦後の増築）

大阪府大阪市東淀川区北長柄町（のち北区長柄西1）に1929年（昭和4年）竣工。福島学舎より専門部、関西甲種商業学校、第二商業学校がそれぞれ移転し、夜間のみであった専門部に加え昼間部が開設された。1935年（昭和10年）から1965年（昭和40年）までは大学本部があった。
1993年（平成5年）までは法学部や商学部などの第2部（夜間部）が置かれ、都心のキャンパスとして利用されていたが、第2部は全国的な夜間学部の人気低迷とともに1994年（平成6年）には千里山キャンパスに移転。その後は、サテライト授業、公開講座などを実施していた。2014年（平成26年）9月に閉鎖。

### 学生寮
- 学生国際交流館・秀麗寮（男子専用寮）
- ドミトリー月が丘（女子専用寮）
- 千里凱風寮（スポーツ競技成績が優れた男子専用寮）

### セミナーハウス
施設一覧
- 高岳館
  - 定員190名
  - 大阪府高槻市霊仙寺町2-1-1（関西大学高槻キャンパス構内）
- 飛鳥文化研究所
  - 定員120名
  - 奈良県高市郡明日香村稲淵
- 白馬栂池高原ロッジ
  - 定員72名
  - 長野県北安曇郡小谷村大字千国字親の原乙12840
- 六甲山荘
  - 定員54名
  - 兵庫県神戸市灘区六甲山町北六甲4512-414
- 彦根荘
  - 定員24名
  - 滋賀県彦根市八坂2071-7
- 恭仁山荘
  - 定員12名
  - 京都府木津川市加茂町例幣板谷垣内39

## 対外関係
- 大学コンソーシアム大阪加盟
- 関西社会人大学院連合加盟
- 全国私立大学FD連携フォーラム加盟
2008年（平成20年）に発足させたFDに関する日本で初の私立大学連携協定。発足当初からの連携校は関西学院大学、慶應義塾大学、中央大学、同志社大学、法政大学、明治大学、立命館大学、立教大学、早稲田大学[注 12]。
- 大学eラーニング協議会加盟
- 関西学生法学連盟加盟
- 関西四大学学長フォーラム
協定ではないが、共同事業として2004年（平成16年）より「関関同立」の四校である、関西大学、関西学院大学、同志社大学、立命館大学が主催し、読売新聞社が共催する各大学学長によるフォーラムが、全国の主要都市で年一回開催されている。同フォーラム会場では、四大学合同の入試説明会も開かれている。
- 関西四大学大学院単位互換制度[70]
関西学院大学大学院
同志社大学大学院
立命館大学大学院
- 関西四大学図書館協定
「資料の利用に関する関西四大学図書館相互協力規約（1968年）」のほか、「関西四大学大学院単位互換協定（1998年）」などにより、関西四大学「関関同立」の教職員、大学院生、学部生の図書館相互利用が出来る。

### 他大学との協定
- 大阪医科薬科大学
  - 大学教育充実のための戦略的大学連携支援プログラムの共同実施に関する協定
  - 3大学教育研究連携事業に関する協定[注 13]
  - 学術交流に関する協定
- 大阪公立大学
  - 包括連携協定
- 大阪大学
  - 国際化推進に向けたネットワーク形成に関する協定
  - 単位の相互認定に関する協定
  - 学術交流に関する協定
- 関西学院大学
  - 国際化推進に向けたネットワーク形成に関する協定
  - 関関連携による技術セミナー
  - 関西四大学大学院学生の単位互換に関する協定
- 同志社大学・立命館大学
  - 関西四大学大学院学生の単位互換に関する協定
- 京都大学
  - 相互単位互換に関する協定
  - 特別研究学生交流に関する協定
- 神戸親和大学
  - 通信教育部科目等履修に関する協定
- 千葉大学
  - 連携協力に関する協定
- 津田塾大学
  - 包括連携協定
  - 大学間連携共同教育推進事業「＜考え、表現し、発信する力＞を培うライティング／キャリア支援」の共同実施に関する協定
- 法政大学・明治大学
  - 三大学（法政大学・明治大学・関西大学）包括連携協定
- 武庫川女子大学
  - 包括連携協定
- 早稲田大学
  - 連携協力に関する協定

### 多機関連携
| 連携の名称                                                                                   | 連携機関 | |
| 「関西大学 アジア・オープン・リサーチセンター」（KU-ORCAS）                                  | - 大英博物館 - ルーヴェン大学 - フランス国立図書館 - バチカン図書館 - ローマ大学 - 北京外国語大学 - 復旦大学 - 浙江大学 - 高麗大学校 - 中央研究院 - 国立台湾大学 - プリンストン大学 - ハーバード大学 | 東アジア関連資料を研究する協定により、世界各地の機関と連携し、自大学のリソースだけでなく関連する世界中の資料の研究を目的とする。 |
| 「関西大学 データサイエンス研究センター」（DSLAB Kansai University Data Science Laboratory） | - コロンビア大学 - 京都大学 - 大阪大学 - 慶応義塾大学 - 大連海事大学 - 東京大学 - 滋賀大学 - 九州大学 - 東洋大学                                                                                     | データサイエンスを中心とする基礎技術分野と多彩なビジネス分野の学際研究を実施。                                                   |
| 「関西大学総合図書館 学術交流及び連携協定」                                                  | - ハーバード燕京研究所 - 台湾国家図書館 | |

### 系列校
関西大学の各教育機関は大学を頂点とする附属学校」ではなく、同一法人の下で平等の取り扱いを受ける独立した併設学校という形態をとっている。
高等学校
- 関西大学第一高等学校
- 関西大学高等部
- 関西大学北陽高等学校

中学校
- 関西大学第一中学校
- 関西大学中等部
- 関西大学北陽中学校

小学校
- 関西大学初等部

幼稚園
- 関西大学幼稚園

### 連携校
過去に学校法人関西大学との連携校だった学校がある。
- 関西大学連携浪速中学校 - 学校法人大阪國學院浪速中学校は、2010年4月に関西大学連携浪速中学校と改称し、関大コースを設置した。

その後2012年2月、入学枠について協議中であったにもかかわらず中学校側が必ず関西大学に進学できるといって生徒を募集していたことから連携を解消することとなり、生徒保護の観点から一定の偏差値に達した者を1学年あたり30名を上限として一定期間に限って受け入れる方針となった。

### 海外協定大学
主な協定校にケンブリッジ大学、ロンドン大学、ペンシルベニア大学、パリ大学 の他、アジア圏では、中国の北京大学、復旦大学、韓国の慶北大学校と交流をもつ。研究機関ではハーバード燕京研究所、バチカン図書館、台湾国家図書館など、各地域の研究機関との連携体制の構築している。
| 国名（地域名） | 協定校 |
| -------------- | ------ |
| オーストラリア | 3      |
| バングラデシュ | 1      |
| ベルギー       | 2      |
| ブラジル       | 1      |
| ブータン       | 2      |
| カナダ         | 2      |
| スイス         | 1      |
| 中国           | 19     |
| クロアチア     | 1      |
| デンマーク     | 2      |
| エクアドル     | 2      |
| エジプト       | 1      |
| フランス       | 7      |
| ドイツ         | 10     |

| 国名（地域名）   | 協定校 |
| ---------------- | ------ |
| 香港             | 1      |
| インド           | 3      |
| インドネシア     | 2      |
| イタリア         | 2      |
| 日本             | 18     |
| 韓国             | 15     |
| キルギス         | 1      |
| マレーシア       | 8      |
| メキシコ         | 5      |
| ミャンマー       | 2      |
| オランダ         | 2      |
| ニュージーランド | 5      |
| ノルウェー       | 1      |
| フィリピン       | 6      |

| 国名（地域名）   | 協定校 |
| ---------------- | ------ |
| ポーランド       | 4      |
| ロシア           | 3      |
| スペイン         | 3      |
| スリランカ       | 1      |
| スウェーデン     | 2      |
| 中華民国（台湾） | 17     |
| タイ             | 8      |
| トルコ           | 1      |
| アラブ首長国連邦 | 1      |
| イギリス         | 9      |
| アメリカ合衆国   | 18     |
| ベトナム         | 7      |

## 社会との関わり

### 高等文官試験
1894年（明治27年）～1948年（昭和23年）まで行政科・司法科・外交科に分かれて実施されていた高等文官試験の出身学校別合格者数おいて、行政科合格者数では第15位 であったが、司法科合格者数では東京帝国大学、中央大学などに次いで第5位の順位であり、 法曹関係者が多いことで知られていた。

### 職業会計人養成
公認会計士・監査審査会が行う公認会計士試験合格者数は、会計専門職大学院の設置や専門講師の増員で増加傾向にあり、2015年（平成27年）度には出身大学別合格者数で全国第6位である。

### 学生運動
学園紛争の煽りを受けて、1969年（昭和44年）に関西大学でも大学紛争が発生し、同6月20日、全共闘は大衆団交を要求して大学会館を封鎖した。封鎖は7月5日、大阪府警の機動隊により一旦解除されたが、約半年間は紛争状態で授業もほとんど休講になり、小さな衝突が頻繁に起きたことから機動隊が学内に常駐した。

### 大阪マラソン協賛スポンサー
関西大学は、地元大阪に本拠を置く大学として、大阪マラソンの協賛スポンサーとなっており、同大会運営への協力や、マラソンや大阪の魅力を紹介する一般市民向け公開講座、スポーツ教室、通訳ボランティア、給水ボランティア、海外協定大学を通じた大会広報などの取り組みを行っている。